# 1 maja
1 maja jest 121. (w latach przestępnych 122.) dniem w kalendarzu gregoriańskim. Do końca roku pozostaje 244 dni.

## Święta
- Imieniny obchodzą: Aniela, Asaf, Berta, Briok, Floryna, Izydora, Jakub, Jeremi, Jeremiasz, Józef, Julian, Lubomir, Maja, Orencjusz, Peregryn, Petronela, Tamara i Wiwald.
- Celtowie – Beltane
- Międzynarodowe – Święto Pracy, w Polsce święto państwowe 1 maja (w Polsce i niektórych krajach dzień wolny od pracy)
- Finlandia – Vappu (dzień robotników i studentów)
- Francja – Święto konwalii
- Kazachstan, Samoa – Dzień Ludu
- Kościół Starokatolicki Mariawitów[1] i tradycjonalizm katolicki: Filipa i Jakuba Młodszego Apostołów
- Wyspy Marshalla – Święto Konstytucji
- Wspomnienia i święta w Kościele rzymskokatolickim[2][3] obchodzą:
  - św. Amator (biskup Auxerre)
  - św. Arigius (biskup)
  - św. Augustyn Schoeffler (męczennik)
  - św. Józef Rzemieślnik
  - św. Oriencjusz (biskup z Auch)
  - św. Peregryn Laziosi
  - św. Ryszard Pampuri (lekarz z zakonu bonifratrów)
  - bł. Wiwald (eremita)
  - św. Zygmunt Król (w polskim Kościele wspominany 2 maja)

## Wydarzenia w Polsce
- 1576 – W katedrze wawelskiej odbyły się ślub i koronacja Stefana Batorego i Anny Jagiellonki.
- 1624 – Biskup krakowski Marcin Szyszkowski położył kamień węgielny pod budowę Pustelni Złotego Lasu w Rytwianach.
- 1751 – Pożar Nowogródka.
- 1785 – Otwarto trakt środkowogalicyjski.
- 1808 – W Księstwie Warszawskim i Wolnym Mieście Gdańsku wszedł w życie Kodeks Napoleona.
- 1821 – Mjr Walerian Łukasiński założył w Warszawie tajne Narodowe Towarzystwo Patriotyczne.
- 1833 – Ukonstytuowała się II Rada Stanu Królestwa Polskiego.
- 1846 – Oddano do użytku linię kolejową Szczecin-Stargard.
- 1864 – Powstanie styczniowe: porażka powstańców w bitwie pod Zamościem.
- 1892 – 70 tysięcy robotników rozpoczęło tzw. bunt łódzki.
- 1895 – Uruchomiono latarnię morską w Krynicy Morskiej.
- 1919 – Polska została członkiem Światowego Związku Pocztowego (UPU).
- 1921 – Senat Wolnego Miasta Gdańska przejął obowiązki i kompetencje magistratu gdańskiego, stając się równocześnie organem administracji samorządowej.
- 1928:
  - Powstała Śląska Partia Socjalistyczna.
  - Ukazało się pierwsze wydanie „Cechu” – organu prasowego Związku Mazurów.
- 1936 – zakończono budowę wodnoszybowca MT-1.
- 1941 – Na Stadionie Miejskim przy ul. Dolna Wilda w Poznaniu Niemcy utworzyli obóz pracy dla Żydów.
- 1945:
  - Ukazało się pierwsze wydanie czasopisma dla dzieci „Świerszczyk”.
  - W Krasnosielcu koło Makowa Mazowieckiego przeprowadzono udaną akcję odbicia 42 członków AK i NSZ z więzienia Powiatowego Urzędu Bezpieczeństwa Publicznego.
- 1947 – 7 członków ZMW wracających z manifestacji pierwszomajowej zostało zastrzelonych w lesie na drodze Lubartów-Serniki na Lubelszczyźnie przez oddział WiN Zdzisława Brońskiego ps. „Uskok”.
- 1948 – Rozpoczął się pierwszy kolarski Wyścig Pokoju na trasie Warszawa-Praga.
- 1949 – Przy Wytwórni Filmów Fabularnych w Łodzi rozpoczęło działalność pierwsze po wojnie studio dubbingowe.
- 1950:
  - Ukazało się pierwsze wydanie „Sztandaru Młodych”.
  - Utworzono Świętokrzyski Park Narodowy.
- 1951 – Założono Miejski Ogród Zoologiczny w Płocku.
- 1953 – W Warszawie oddano do użytku Dom Partii, w którym mieściła się siedziba KC PZPR (obecnie Centrum Bankowo-Finansowe).
- 1954:
  - Otwarto Miejski Ogród Zoologiczny Wybrzeża w Gdańsku.
  - Zainaugurował działalność warszawski Teatr Komedia.
- 1955 – Założono zespoły filmowe: „Iluzjon”, „Kadr” i „Syrena”.
- 1956:
  - Premiera filmu sensacyjno-wojennego Cień w reżyserii Jerzego Kawalerowicza.
  - Rozpoczął pracę Telewizyjny Ośrodek Transmisyjny ze stacją nadawczą umieszczoną na Pałacu Kultury i Nauki.
  - W Tychach ukazało się pierwsze wydanie tygodnika regionalnego „Echo“.
  - Założono sekcję rugby Lechii Gdańsk.
- 1958 – Oficjalna prezentacja samochodu dostawczego FSC Żuk (model A 03).
- 1960:
  - Oficjalna prezentacja prototypu pierwszego polskiego samochodu sportowego Syrena Sport.
  - Uruchomiono KWK „1 Maja” w Wodzisławiu Śląskim.
- 1961 – Założono KGHM Polska Miedź.
- 1963 – W Kłodzku otwarto Muzeum Ziemi Kłodzkiej.
- 1971 – Premiera filmu kryminalnego Kocie ślady w reżyserii Pawła Komorowskiego.
- 1974 – W Rzeszowie odsłonięto Pomnik Czynu Rewolucyjnego.
- 1976 – Przy Skwerze Tadeusza Kościuszki w Gdyni ORP „Błyskawica” przejął obowiązki okrętu-muzeum od ORP „Burza”.
- 1990 – Utworzono Drawieński i Poleski Park Narodowy.
- 1993 – Polska uznała jurysdykcję Europejskiego Trybunału Praw Człowieka.
- 1999 – Dotychczasowy biskup płocki Zygmunt Kamiński został mianowany arcybiskupem metropolitą szczecińsko-kamieńskim.
- 2000 – Rozpoczęto wydawanie białych tablic rejestracyjnych z flagą Polski na eurobandzie.
- 2001 – W Warszawie odbyła się pierwsza Parada Równości.
- 2004 – Polska wstąpiła do Unii Europejskiej.
- 2006 – Wprowadzono nowy wzór tablic rejestracyjnych. Jedyną zmianą jest dodanie eurobandu – symbolu Unii Europejskiej.
- 2014 – W Żorach uruchomiono Bezpłatną Komunikację Miejską.

## Wydarzenia na świecie

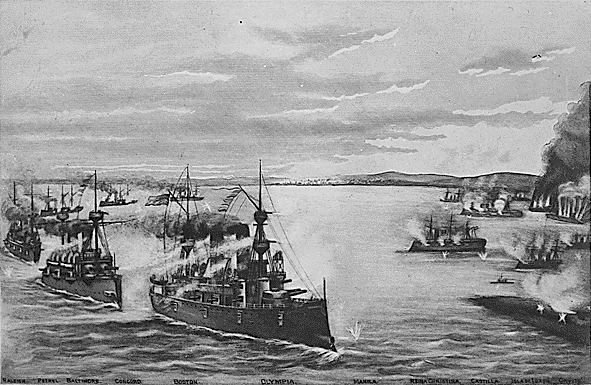
Bitwa w Zatoce Manilskiej na litografii z 1899

- 305 – Współcesarze rzymscy Dioklecjan i Maksymian zrzekli się władzy. Nowymi imperatorami (z tytułami augustów) zostali dotychczasowi cezarowie – na wschodzie Galeriusz, a na zachodzie Konstancjusz, a cezarami Maksymin Daja i Sewer II.
- 381 – Otwarto obrady Soboru konstantynopolitańskiego I zwołanego przez cesarza Teodozjusza I Wielkiego.
- 408 – Teodozjusz II został cesarzem bizantyńskim.
- 880 – W Konstantynopolu poświęcono kościół Nea Ekklesia.
- 1045 – Giovanni dei Graziani został wybrany na papieża i przyjął imię Grzegorz VI.
- 1063 – Yingzong został cesarzem Chin.
- 1187 – Wyprawy krzyżowe: porażka krzyżowców w bitwie u źródła Cresson z Ajjubidami.
- 1308 – Król Niemiec Albrecht I Habsburg został zamordowany przez bratanka Jana Parricidę.
- 1328 – Angielski parlament ratyfikował w Northampton traktat pokojowy między Anglią a Szkocją.
- 1351 – Zurych przyłączył się do antyhabsburskiej kampanii miast szwajcarskich.
- 1356 – Cesarz Karol IV Luksemburski i król Polski Kazimierz III Wielki podpisali układ praski, będący odnowieniem pokoju namysłowskiego z 1348 roku.
- 1402 – Francuski żeglarz i odkrywca w służbie hiszpańskiej Jean de Béthencourt wypłynął z La Rochelle na podbój Wysp Kanaryjskich.
- 1460 – Włoski żeglarz António Noli odkrył wyspę Maio w archipelagu Wysp Zielonego Przylądka.
- 1464 – Król Anglii Edward IV York poślubił Elżbietę Woodville.
- 1518 – Hiszpański konkwistador Juan de Grijalva wypłynął z Santiago de Cuba na wyprawę na półwysep Jukatan.
- 1519 – Franciszek z Paoli został kanonizowany przez papieża Leona X.
- 1532 – Papież Klemens VII ustanowił księstwo w miejsce Republiki Florenckiej, instalując na jego władcę Aleksandra Medyceusza.
- 1551 – Rozpoczęła się druga faza obrad soboru trydenckiego.
- 1585 – Odbyła się koronacja papieska Sykstusa V.
- 1606 – Portugalski żeglarz w służbie hiszpańskiej Pedro Fernández de Quirós odkrył wyspę Espiritu Santo, największą w archipelagu Nowe Hebrydy, tworzącym współcześnie niezależne państwo Vanuatu.
- 1650 – Przebywający na wygnaniu król Anglii Karol II Stuart i przedstawiciele szkockiego ugrupowania Covenanters podpisali traktat z Bredy.
- 1653 – Zwycięstwo wojsk kozacko-tatarskich nad mołdawskimi w bitwie pod Popricani.
- 1657 – Parteniusz IV został ekumenicznym patriarchą Konstantynopola.
- 1689 – Powstanie jakobitów w Szkocji: klęska powstańców w bitwie pod Cromdale.
- 1707 – Anglia i Szkocja zawarły akt unii powołujący do życia Królestwo Wielkiej Brytanii.
- 1711 – W Szatmár (obecnie Satu Mare) podpisano traktat pokojowy kończący antyhabsburskie powstanie Rakoczego na Węgrzech.
- 1747 – Poświęcono nowo wybudowany, należący do Hohenzollernów rokokowy pałac Sanssouci w Poczdamie.
- 1748 – Założono miasto Nova Gradiška w Chorwacji.
- 1753 – Szwedzki uczony Karol Linneusz opublikował dzieło Species Plantarum, zawierające wykład jego systemu klasyfikacyjnego roślin.
- 1756 – W odpowiedzi na traktat prusko-brytyjski, Francja i Austria zawarły pierwszy traktat wersalski.
- 1757 – Francja i Austria zawarły tzw. drugi traktat wersalski, będący sojuszem zaczepnym skierowanym przeciwko Prusom i przewidującym ich rozbiór, w którym miały brać udział Rosja, Polska, Szwecja, Austria, Saksonia i Francja.
- 1771 – Yves Joseph de Kerguelen-Trémarec wypłynął z Francji w pierwszą wyprawę w poszukiwaniu hipotetycznego Lądu Południowego.
- 1775 – Założono Królewską Fabrykę Porcelany w Kopenhadze.
- 1776 – Niemiec Adam Weishaupt założył Zakon iluminatów.
- 1786 – W Wiedniu odbyła się premiera opery Wesele Figara Wolfganga Amadeusa Mozarta.
- 1793 – Wilhelm Florentin von Salm-Salm został mianowany arcybiskupem metropolitą praskim.
- 1794 – I koalicja antyfrancuska: zwycięstwo wojsk francuskich nad hiszpańsko-portugalskimi w bitwie pod Boulou.
- 1821 – W USA wykonano pierwszy wyrok śmierci poprzez zastrzyk trucizny.
- 1840:
  - Wielki książę Hesji i Renu Ludwik II ustanowił Order Zasługi Filipa Wspaniałomyślnego.
  - W Wielkiej Brytanii wyemitowano pierwszy znaczek pocztowy Penny Black.
- 1851:
  - João Carlos Saldanha de Oliveira e Daun został po raz trzeci premierem Portugalii.
  - W Londynie rozpoczęła się Wielka Wystawa Światowa.
- 1852:
  - Biskup Philibert de Bruillard założył Zgromadzenie Księży Misjonarzy Saletynów.
  - Zwodowano francuski okręt liniowy „Napoléon”.
- 1853 – Uchwalono konstytucję Argentyny.
- 1858 – Wojna czarnogórsko-turecka: zwycięstwo wojsk czarnogórskich w bitwie pod Grahovacem.
- 1860 – Joaquim António de Aguiar został po raz drugi premierem Portugalii.
- 1861 – Wojna secesyjna: została sformowana Flotylla Potomac – eskadra morska pod banderą Unii.
- 1863 – Wojna secesyjna: Kongres Skonfederowanych Stanów Ameryki przyjął nową flagę narodową.
- 1865 – Wojna paragwajska: Brazylia, Argentyna i Urugwaj zawarły sojusz w celu obalenia paragwajskiego dyktatora Francisco Solano Lópeza.
- 1869 – Na ulice Brukseli wyjechał pierwszy tramwaj konny.
- 1870 – Manolache Costache Epureanu został premierem Rumunii.
- 1886 – Kulminacja strajku robotników w Chicago w kampanii na rzecz 8-godzinnego dnia pracy.
- 1888 – W Sofii otwarto ogród zoologiczny.
- 1890 – Pierwsze obchody Święta Pracy.
- 1894 – Na ulice Brukseli wyjechał pierwszy tramwaj elektryczny.
- 1896:
  - Charles Tupper został premierem Kanady.
  - Otwarto Teatr Komedii w Budapeszcie.
  - Zginął w zamachu szach Iranu Naser ad-Din Szah Kadżar.
- 1898 – Wojna amerykańsko-hiszpańska: zwycięstwo floty amerykańskiej w bitwie w Zatoce Manilskiej.
- 1900 – 246 górników zginęło w wyniku eksplozji i zaczadzenia w kopalni węgla kamiennego koło Scofield w amerykańskim stanie Utah.
- 1901 – W Buffalo w stanie Nowy Jork rozpoczęła się Wystawa Panamerykańska. 6 września na jej terenie anarchista Leon Czolgosz postrzelił śmiertelnie prezydenta USA Williama McKinleya.
- 1904:
  - Reprezentacja Francji w piłce nożnej mężczyzn w swym pierwszym oficjalnym meczu zremisowała w Brukseli z Belgią 3:3.
  - Wojna rosyjsko-japońska: zwycięstwo Japończyków w bitwie nad rzeką Jalu (30 kwietnia-1 maja)
- 1908 – W Reykjavíku założono klub sportowy Fram.
- 1909:
  - Ustanowiono Order Miliona Słoni i Białego Parasola, odznaczenie cywilno-wojskowe królestwa Luang Prabang i królestwa Laosu.
  - Założono austriacki klub piłkarski SK Sturm Graz.
  - Założono Walter Reed Army Medical Center w Waszyngtonie.
- 1912 – Dokonano oblotu brytyjskiego eksperymentalnego samolotu Avro F.
- 1914 – W Chinach uchwalono nową konstytucję przyznającą dyktatorską władzę prezydentowi Yuan Shikaiowi.
- 1915 – I wojna światowa: francuski okręt podwodny „Joule” zatonął po wejściu na turecką minę w Dardanelach, w wyniku czego zginęło 31 członków załogi.
- 1917:
  - I wojna światowa: niemiecki okręt podwodny SM U-81 został zatopiony u południowego wybrzeża Irlandii przez brytyjską jednostkę tej samej klasy HMS E54, w wyniku czego zginęło 24 członków załogi.
  - Założono japońskie przedsiębiorstwo produkujące sprzęt sportowy Mikasa Sports.
- 1918:
  - Wojna domowa w Finlandii: zwycięstwem Białych i wojsk niemieckich nad komunistami zakończyła się bitwa o Lahti (19 kwietnia-1 maja).
  - W Tokio otwarto Park Inokashira.
- 1921 – W Jafie w Brytyjskim Mandacie Palestyny wybuchły zamieszki, w wyniku których do 7 maja zginęło 47 Żydów i 48 Arabów, a rannych zostało 163 Żydów i 73 Arabów.
- 1922 – Aerofłot uruchomił pierwsze swoje połączenie międzynarodowe na trasie Moskwa-Królewiec.
- 1923 – Otwarto wielofunkcyjny stadion Los Angeles Memorial Coliseum.
- 1924:
  - Na kanadyjskiej Wyspie Księcia Edwarda zniesiono ruch lewostronny.
  - Przedsiębiorstwa Benz & Cie. i Daimler Motoren Gesellschaft podpisały pierwszą umowę o współpracy. Dwa lata później w wyniku połączenia utworzyły Daimler-Benz AG.
- 1925:
  - Cypr oficjalnie otrzymał status kolonii brytyjskiej.
  - Powstała Ogólnochińska Federacja Związków Zawodowych.
  - W ekwadorskim mieście Guayaquil założono klub piłkarski Barcelona SC.
- 1929 – W trzęsieniu ziemi o sile 7,4 stopnia w skali Richtera na granicy irańsko-turkmeńskiej zginęło około 3800 osób.
- 1930 – Oficjalnie zaakceptowano i ogłoszono zaproponowaną przez 11-letnią Brytyjkę Venetię Burney nazwę Pluton dla nowo odkrytej planety (obecnie planety karłowatej).
- 1931 – Prezydent USA Herbert Hoover dokonał otwarcia Empire State Building w Nowym Jorku.
- 1934:
  - Rządzący austrofaszyści kanclerza Engelberta Dollfußa uchwalili autorytarną konstytucję.
  - We włoskiej stoczni położono stępkę pod budowę transatlantyku MS „Batory”.
  - W Holandii powstała faszystowska ochotnicza organizacja młodzieżowa Nationale Jeugdstorm.
- 1940:
  - Uruchomiono komunikację tramwajową w rosyjskim Kemerowie.
  - Z powodu trwającej wojny odwołano XII Letnie Igrzyska Olimpijskie mające się odbyć w Helsinkach.
- 1941 – Premiera filmu Obywatel Kane w reżyserii Orsona Wellesa.
- 1942 – Wojna na Pacyfiku: Japończycy zajęli Mandalay w Birmie.
- 1945:
  - Magda Goebbels wraz z doktorem SS Ludwigiem Stumpfeggerem otruła sześcioro swych dzieci, a następnie udała się wraz z mężem Josephem Goebbelsem do ogrodów kancelarii, gdzie Goebbels zastrzelił żonę, a następnie siebie lub też obydwoje zażyli truciznę i zostali zastrzeleni z broni maszynowej przez żołnierza SS.
  - Operacja berlińska: zakończyła się bitwa pod Halbe.
  - Wybuchło powstanie majowe ludu czeskiego.
- 1948 – W Kobryniu na Białorusi otwarto Muzeum Historii Wojskowej Suworowa.
- 1949 – Holenderski astronom Gerard Kuiper odkrył Nereidę, jeden z księżyców Neptuna.
- 1950:
  - Południowoafrykańska policja ostrzelała tłum czarnoskórych demonstrantów w Johannesburgu, zabijając 19 i raniąc 38 osób.
  - Rozpoczęła działalność Agenda Narodów Zjednoczonych dla Pomocy Uchodźcom Palestyńskim na Bliskim Wschodzie (UNRWA).
- 1953 – Rozpoczęła nadawanie Telewizja Czechosłowacka.
- 1954 – W Manili rozpoczęły się II Igrzyska Azjatyckie.
- 1955:
  - Uruchomiono komunikację trolejbusową w Stalinabadzie (obecnie Duszanbe).
  - W Pradze odsłonięto pomnik Stalina.
- 1956:
  - Rozpoczęto budowę pierwszej na świecie prywatnej elektrowni jądrowej Dresden w amerykańskim stanie Illinois.
  - W Japonii poinformowano o pierwszych przypadkach tzw. choroby z Minamaty, wywoływanej przez zawierające metylortęć ścieki, wypuszczane przez należącą do koncernu Chisso Corporation miejscową fabrykę tworzyw sztucznych.
  - Zainaugurował działalność Uniwersytet w Daegu w Korei Południowej.
- 1957:
  - 34 spośród 35 osób na pokładzie zginęło w katastrofie samolotu Vickers Viscount w hrabstwie Hampshire w południowej Anglii.
  - Rozpoczęła nadawanie Telewizja Węgierska.
- 1959:
  - Philibert Tsiranana został pierwszym prezydentem Madagaskaru.
  - W Greenbelt w stanie Maryland otwarto należące do NASA Centrum Lotów Kosmicznych imienia Roberta H. Goddarda.
- 1960:
  - Nad ZSRR został zestrzelony amerykański samolot szpiegowski U-2 pilotowany przez majora Gary’ego Powersa, którego wzięto do niewoli.
  - Utworzono indyjskie stany Gujarat i Maharashtra.
- 1961:
  - Fidel Castro oficjalnie ogłosił Kubę krajem socjalistycznym.
  - W Vácrátót otwarto największy węgierski Narodowy Ogród Botaniczny.
- 1963 – Zachodnia część Nowej Gwinei została przyłączona do Indonezji jako Irian Zachodni.
- 1964 – Na Dartmouth College w Hanoverze w stanie New Hampshire uruchomiono pierwszy program w języku programowania BASIC.
- 1965 – W chińskiej prowincji Junnan znaleziono 2 zęby „Człowieka z Yuanmou” sprzed 1,7 mln lat.
- 1966 – Carlos Lleras Restrepo wygrał w pierwszej turze wybory prezydenckie w Kolumbii.
- 1967:
  - Anastasio Somoza Debayle został prezydentem Nikaragui.
  - Dokonano oblotu holenderskiego samolotu pasażerskiego Fokker F28.
  - W Las Vegas odbył się ślub Elvisa Presleya i Priscilli Beaulieu.
- 1971 – Rozpoczął działalność amerykański operator pociągów pasażerskich Amtrak.
- 1972:
  - W Liberii zniesiono południkową strefę czasową UTC-00:44.
  - Wojna wietnamska: zwycięstwo wojsk północnowietnamskich w I bitwie pod Quảng Trị (30 marca-1 maja).
- 1977 – Na Placu Taksima w Stambule w starciach pierwszomajowych demonstrantów z policją zginęło 36 osób.
- 1978:
  - Grodzieński Institutut Pedgogiczny im. Janki Kupały został przekształcony w Grodzieński Uniwersytet Państwowy im. Janki Kupały.
  - Japończyk Naomi Uemura jako pierwszy zdobył samotnie biegun północny.
  - Napisano i wysłano pierwszy spam internetowy.
- 1979:
  - Jonathan Motzfeldt został pierwszym premierem Grenlandii.
  - Proklamowano autonomiczną, stowarzyszoną z USA Republikę Wysp Marshalla.
- 1982 – Wojna o Falklandy: Brytyjczycy przeprowadzili atak lotniczy na stolicę archipelagu Stanley (Puerto Argentino).
- 1985 – Prezydent USA Ronald Reagan nałożył embargo handlowe na Nikaraguę.
- 1987 – Papież Jan Paweł II beatyfikował Edytę Stein.
- 1988 – Niemiecki pociąg ICE V ustanowił światowy rekord prędkości (406,9 km/h).
- 1989 – W wyborach prezydenckich w Paragwaju zwyciężył w I turze gen. Andrés Rodríguez.
- 1990 – Władze chińskie zniosły wprowadzony w marcu 1989 roku stan wojenny w Tybecie.
- 1991 – W stulecie encykliki Leona XIII Rerum novarum Jan Paweł II ogłosił encyklikę Centesimus annus.
- 1993 – W dokonanym przez Tamilskich Tygrysów zamachu bombowym podczas parady pierwszomajowej w Kolombo zginęły 24 osoby, w tym prezydent Sri Lanki Ranasinghe Premadasa.
- 1994 – W wypadku podczas wyścigu o Grand Prix San Marino na torze Imola zginął brazylijski kierowca Ayrton Senna.
- 1995 – Chorwacka armia i policja wkroczyły do zachodniej Slawonii i w ciągu kilku dni zajęły całe jej terytorium, zabijając około 200 Serbów.
- 1997 – Opozycyjna Partia Pracy Tony’ego Blaira wygrała wybory parlamentarne w Wielkiej Brytanii.
- 1999 – Założono Islandzkie Muzeum Lotnictwa w Akureyri.
- 2000 – Prezydent USA Bill Clinton nakazał wyłączenie sygnału zakłócającego S/A (Selective Availability) w systemie GPS, dzięki czemu dokładność określania pozycji dla cywilnych użytkowników wzrosła ze 100 do 20 metrów.
- 2001 – Została założona Wikipedia hiszpańskojęzyczna.
- 2003:
  - II wojna w Zatoce Perskiej: prezydent George W. Bush przybył na pokład lotniskowca USS „Abraham Lincoln” u wybrzeży Kalifornii, gdzie ogłosił zakończenie głównych działań bojowych w ramach inwazji na Irak.
  - Otwarto metro w chińskim Dalian.
  - W trzęsieniu ziemi w tureckim mieście Bingöl zginęło 176 osób, a 520 zostało rannych.
  - Został przedstawiony plan pokojowy dla Bliskiego Wschodu.
- 2004:
  - Polska i 9 innych państw zostało oficjalnie przyjętych do Unii Europejskiej.
  - Stabilizacja Iraku: wycofaniem wojsk amerykańskich zakończyła się I bitwa o Faludżę, bastion sunnickich ekstremistów i terrorystów z Al-Ka’idy.
- 2005 – Powstała niezależna agencja Frontex przeznaczona do ochrony granic zewnętrznych Unii Europejskiej z siedzibą w Warszawie.
- 2006 – Prezydent Evo Morales wydał dekret o nacjonalizacji wydobycia boliwijskiego gazu ziemnego.
- 2007 – Saint Lucia i Tajwan nawiązały stosunki dyplomatyczne.
- 2008:
  - 32 osoby zginęły, a 75 zostało rannych w podwójnym zamachu bombowym w irackim mieście Balad Ruz.
  - W Chinach otwarto najdłuższy morski most przez zatokę Hangzhou (36 km).
- 2009 – W Szwecji zalegalizowano małżeństwa osób tej samej płci.
- 2010:
  - Na Times Square na nowojorskim Manhattanie policja rozbroiła domowej roboty bombę podłożoną w samochodzie. Sprawcę pochodzenia afgańskiego aresztowano w samolocie mającym odlecieć do Europy.
  - Otwarto Port lotniczy King Shaka pod Durbanem w Południowej Afryce.
  - W Szanghaju rozpoczęła się wystawa światowa Expo 2010.
- 2011:
  - Operacja „Neptune Spear”: prezydent USA Barack Obama poinformował o śmierci Usamy ibn Ladina, ukrywającego się w miejscowości Abbottabad w Pakistanie. Przywódca Al-Ka’idy został zabity 2 maja według czasu pakistańskiego podczas akcji przeprowadzonej przez oddział specjalny Navy SEALs DEVGRU (Team Six).
  - W Watykanie papież Benedykt XVI beatyfikował swego poprzednika Jana Pawła II.
- 2012 – W Norwegii została wycofana z obiegu moneta zdawkowa o nominale 50 øre.
- 2014:
  - 19 osób zginęło, a 60 zostało rannych w wyniku wybuchu samochodu-pułapki w stolicy Nigerii Abudży.
  - W mieście Dżudda w Arabii Saudyjskiej otwarto kompleks sportowy King Abdullah Sports City wraz ze stadionem piłkarskim o pojemności 60 tys. widzów.
- 2015 – Temir Sarijew został premierem Kirgistanu.
- 2019 – Po abdykacji poprzedniego dnia swego ojca Akihito nowym cesarzem Japonii został Naruhito.
- 2024 – 48 osób zginęło, a 30 zostało rannych w wyniku runięcia fragmentu autostrady w Meizhou w chińskiej prowincji Guangdong.

## Urodzili się
- 1218 – Rudolf I Habsburg, król Niemiec (zm. 1291)
- 1224 – Jean de Joinville, francuski kronikarz (zm. 1317)
- 1238 – Magnus VI Prawodawca, król Norwegii (zm. 1280)
- 1245 – Filip III Śmiały, król Francji (zm. 1285)
- 1533 – Katarzyna z Palmy, hiszpańska augustianka, wizjonerka, święta (zm. 1574)
- 1567 – Michiel van Mierevelt, niderlandzki malarz (zm. 1641)
- 1582:
  - Marco da Gagliano, włoski kompozytor (zm. 1643)
  - Goswin Nickel, niemiecki jezuita (zm. 1664)
- 1583 – Orazio Grassi, włoski jezuita, uczony (zm. 1654)
- 1585 – Zofia z Olelkowiczów Radziwiłłowa, księżna na Słucku i Kopylu, święta prawosławna (zm. 1612)
- 1591 – Johann Adam Schall von Bell, niemiecki jezuita, misjonarz, astronom, fizyk (zm. 1666)
- 1602 – (data chrztu) William Lawes, angielski kompozytor (zm. 1645)
- 1608 – (data chrztu) Pieter Post, holenderski malarz, grafik, architekt (zm. 1669)
- 1643 – Georg Buchholtz, spiskoniemiecki duchowny ewangelicki, pedagog, badacz Tatr (zm. 1724)
- 1652 – Wacław Stanisławski, polski szlachcic, pułkownik, polityk (zm. 1717?)
- 1672 – Joseph Addison, brytyjski pisarz, publicysta, polityk (zm. 1719)
- 1698 – Francesco Robba, włoski rzeźbiarz (zm. 1757)
- 1731 – Gustaf Filip Creutz, szwedzki polityk, dyplomata, polityk (zm. 1785)
- 1733 – Barry St. Leger, brytyjski pułkownik (zm. 1789)
- 1735 – Lorenzo Hervás y Panduro, hiszpański jezuita, językoznawca, filolog (zm. 1809)
- 1739 – Filippo Campanelli, włoski kardynał (zm. 1795)
- 1747 – Michał Przezdziecki, polski szlachcic, polityk (zm. 1799)
- 1751 – Judith Sargent Murray, amerykańska pedagog, pisarka, feministka, polityk (zm. 1820)
- 1753 – Jacques-Alexis Thuriot, francuski adwokat, polityk, rewolucjonista (zm. 1829)
- 1764 – Benjamin Latrobe, amerykański architekt pochodzenia brytyjskiego (zm. 1820)
- 1768 – Jakub Basiński, polski duchowny katolicki, misjonarz (zm. 1848)
- 1769 – Arthur Wellesley, 1. książę Wellington (zm. 1852)
- 1772 – Karl Friedrich von Gärtner, niemiecki lekarz, botanik (zm. 1850)
- 1774 – John Reeves, brytyjski przyrodnik amator, botanik (zm. 1856)
- 1780:
  - Augusta Pruska, księżniczka pruska Hesji-Kassel (zm. 1841)
  - John McKinley, amerykański prawnik, polityk, senator (zm. 1852)
- 1792 – Thomas-Marie-Joseph Gousset, francuski duchowny katolicki, arcybiskup Reims, kardynał (zm. 1866)
- 1795 – Richard Hill, jamajski zoolog, botanik, ornitolog, polityk, działacz społeczny (zm. 1872)
- 1800 – Carlo Marenco, włoski pisarz (zm. 1846)
- 1803 – James Clarence Mangan, irlandzki poeta (zm. 1849)
- 1807 – John Magruder, amerykański generał konfederacki (zm. 1871)
- 1814 – Karl von Auersperg, austriacki polityk, premier Austrii (zm. 1890)
- 1818 – Lyon Playfair, szkocki naukowiec, polityk (zm. 1898)
- 1824 – Alexander William Williamson, brytyjski chemik (zm. 1904)
- 1825 – Johann Jakob Balmer, szwajcarski matematyk, fizyk (zm. 1898)
- 1827 – Jules Breton, francuski malarz, poeta, prozaik (zm. 1906)
- 1829:
  - José de Alencar, brazylijski pisarz, polityk (zm. 1877)
  - Frederick Sandys, brytyjski malarz, ilustrator (zm. 1904)
- 1830 – Guido Gezelle, belgijski duchowny katolicki, prozaik, poeta (zm. 1899)
- 1831:
  - Zygmunt Kozłowski, polski polityk (zm. 1893)
  - Emily Stowe kanadyjska lekarka, nauczycielka, sufrażystka, teozofka (zm. 1903)
- 1833 – Charles Edward Phelps, amerykański wojskowy, prawnik, polityk (zm. 1908)
- 1835 – Maksymilian Zatorski, polski prawnik, polityk (zm. 1886)
- 1836 – Wilhelm Weißbrodt, niemiecki filolog klasyczny (zm. 1917)
- 1837:
  - Leon Biedroński, polski malarz (zm. 1907)
  - Walter Hauser, szwajcarski polityk, prezydent Szwajcarii (zm. 1902)
- 1839 – Hilaire Bernigaud de Chardonnet, francuski książę, chemik, przemysłowiec (zm. 1924)
- 1844 – Jenny Marx, niemiecka działaczka socjalistyczna (zm. 1883)
- 1847:
  - Teodor Heryng, polski laryngolog pochodzenia żydowskiego (zm. 1925)
  - Henry Demarest Lloyd, amerykański dziennikarz, publicysta (zm. 1903)
- 1848:
  - Amélia Ernestina Avelar, portugalska poetka (zm. 1886)
  - Adelsteen Normann, norweski malarz (zm. 1918)
  - James Ford Rhodes, amerykański historyk, przedsiębiorca (zm. 1927)
- 1849:
  - Stanisław Cieński, polski ziemianin, polityk (zm. 1920)
  - Hikonojō Kamimura, japoński admirał (zm. 1916)
- 1850 – Artur, brytyjski książę, marszałek polny, gubernator generalny Kanady (zm. 1942)
- 1851 – Eberhard Nestle, niemiecki duchowny luterański, orientalista, biblista (zm. 1913)
- 1852:
  - Calamity Jane, amerykańska pionierka Dzikiego Zachodu, rewolwerowiec (zm. 1903)
  - Santiago Ramón y Cajal, hiszpański histolog, laureat Nagrody Nobla (zm. 1934)
  - Friedrich von Moltke, niemiecki polityk (zm. 1927)
- 1853:
  - Amédée Galzin, francuski weterynarz, mykolog (zm. 1925)
  - Jakub Gordin, żydowski dramatopisarz (zm. 1909)
- 1854:
  - Percy French, irlandzki artysta, autor piosenek (zm. 1920)
  - Adolphe Tanquerey, francuski duchowny katolicki, pisarz (zm. 1932)
- 1855 – Marie Corelli, brytyjska pisarka (zm. 1924)
- 1856:
  - Maria Krystyna od Niepokalanego Poczęcia, włoska zakonnica, święta (zm. 1906)
  - Rafał Ludwik Rafiringa, madagaskarski zakonnik, błogosławiony (zm. 1919)
- 1857:
  - Theo van Gogh, holenderski marszand (zm. 1891)
  - Stanisław Krusiński, polski ekonomista, socjolog, marksista (zm. 1886)
- 1859 – Otto von Garnier, niemiecki generał kawalerii (zm. 1947)
- 1860:
  - (lub 1863) Antoni Beaupré, polski dziennikarz (zm. 1937)
  - Franciszek Krudowski, polski malarz (zm. 1945)
- 1861 – Cezaryna Wojnarowska, polska działaczka socjalistyczna (zm. 1911)
- 1862 – Marcel Prévost, francuski prozaik, dramaturg (zm. 1941)
- 1863 – Patrick Wauchope, szkocki rugbysta (zm. 1939)
- 1865 – Erik Lindh, fiński żeglarz sportowy (zm. 1914)
- 1866:
  - Stanisław Patek, polski prawnik, adwokat, dyplomata, polityk, minister spraw zagranicznych (zm. 1944)
  - Jan Nepomucen Stęślicki, polski lekarz, działacz niepodległościowy i plebiscytowy na Górnym Śląsku (zm. 1922)
- 1867 – Ernst Ziehm, niemiecki polityk, prezydent Gdańska (zm. 1962)
- 1870 – Osachi Hamaguchi, japoński polityk, premier Japonii (zm. 1931)
- 1871 – Kazimierz Kulwieć, polski przyrodnik, krajoznawca (zm. 1943)
- 1872 – Hugo Alfvén, szwedzki kompozytor (zm. 1960)
- 1876 – Marian Malinowski, polski polityk, działacz niepodległościowy i socjalistyczny (zm. 1948)
- 1878 – Charles McMurtrie, australijski rugbysta (zm. 1951)
- 1880 – Józef Daniec, polski generał brygady (zm. 1958)
- 1881:
  - John Svanberg, szwedzki lekkoatleta, długodystansowiec (zm. 1957)
  - Pierre Teilhard de Chardin, francuski jezuita, teolog, filozof, antropolog, paleontolog (zm. 1955)
- 1883:
  - Karel Heijting, holenderski piłkarz (zm. 1951)
  - Tom Moore, amerykański aktor pochodzenia irlandzkiego (zm. 1955)
- 1884:
  - Francis Curzon, brytyjski arystokrata, oficer marynarki, polityk, kierowca wyścigowy (zm. 1964)
  - Ireneusz (Ćirić), serbski biskup prawosławny (zm. 1955)
- 1885 – Albert Alexander, brytyjski polityk (zm. 1965)
- 1887:
  - Alan Cunningham, brytyjski generał, administrator kolonialny (zm. 1983)
  - Zygmunt Mężyński, polski oficer (zm. 1940)
  - Pinchas Rosen, izraelski prawnik, polityk (zm. 1978)
  - Juliusz Zweibaum, polski biolog, histolog pochodzenia żydowskiego (zm. 1959)
- 1888 – John Francis O’Hara, amerykański duchowny katolicki, arcybiskup Filadelfii, kardynał (zm. 1960)
- 1890 – Jan Stefan Haneman, polski ekonomista, polityk, poseł do KRN, kierownik resortu skarbu PKWN (zm. 1957)
- 1891:
  - Charley Patton, amerykański muzyk bluesowy (zm. 1934)
  - Aleksandr Razumny, rosyjski reżyser, scenarzysta i operator filmowy (zm. 1972)
- 1894:
  - Florimond Cornellie, belgijski żeglarz sportowy (zm. 1978)
  - Maria Restytuta Kafka, czeska zakonnica, męczennica, błogosławiona (zm. 1943)
  - Adam Kocur, polski powstaniec, polityk, prezydent Katowic (zm. 1965)
- 1895:
  - Nikołaj Jeżow, radziecki działacz państwowy, szef NKWD, ludowy komisarz bezpieczeństwa państwowego (zm. 1940)
  - Stanisław Szkudlarz, polski prawnik, polityk (zm. 1967)
- 1897 – Lauritz Schmidt, norweski żeglarz sportowy (zm. 1970)
- 1898:
  - William Gayraud-Hirigoyen, francuski rugbysta, bobsleista, skeletonista, działacz i sędzia sportowy (zm. 1962)
  - Władysław Goral, polski duchowny katolicki, biskup pomocniczy lubelski, błogosławiony (zm. 1945)
- 1899:
  - Witold Doroszewski, polski językoznawca, wykładowca akademicki (zm. 1976)
  - Iwan Kodica, mołdawski i radziecki polityk (zm. 1980)
  - Jón Leifs, islandzki kompozytor (zm. 1968)
  - Stanisław Skarżyński, polski pułkownik pilot (zm. 1942)
- 1900:
  - Wiktor Awiłow, radziecki dyplomata (zm. 1997)
  - Ray Keech, amerykański kierowca wyścigowy (zm. 1929)
  - Friedrich Mauz, niemiecki psychiatra, neurolog, zbrodniarz nazistowski (zm. 1979)
  - Ignazio Silone, włoski pisarz, działacz socjalistyczny (zm. 1978)
  - Stanisław Szachno-Romanowicz, polski kapitan, historyk, orientalista, turkolog, archiwista (zm. 1973)
  - Aleksander Wat, polski prozaik, poeta pochodzenia żydowskiego (zm. 1967)
- 1901:
  - Ragnar Blomqvist, szwedzki architekt (zm. 1983)
  - Gryzelda Missalowa, polska historyk, wykładowczyni akademicka (zm. 1978)
  - Antal Szerb, węgierski pisarz pochodzenia żydowskiego (zm. 1945)
- 1902 – Henri Hoevenaers, belgijski kolarz szosowy i torowy (zm. 1958)
- 1903 – Sándor Ivády, węgierski piłkarz wodny (zm. 1998)
- 1904:
  - Anton Janda, austriacki piłkarz (zm. 1986)
  - Zygmunt Jesionka, polski piłkarz, trener i działacz piłkarski (zm. 1985)
  - Stefan Ritterman, polski prawnik, wykładowca akademicki (zm. 1970)
  - Julian Stawiński, polski tłumacz, redaktor (zm. 1973)
- 1905:
  - Leila Hyams, amerykańska aktorka (zm. 1977)
  - Henry Koster, amerykański reżyser, scenarzysta i producent filmowy pochodzenia niemieckiego (zm. 1988)
  - Theodor Oberländer, niemiecki ekonomista, wykładowca akademicki, polityk (zm. 1998)
  - Jurij Tołubiejew, rosyjski aktor (zm. 1979)
- 1906:
  - Arje Bahir, izraelski polityk (zm. 1970)
  - Aleksandra Bergman, polska historyk, publicystka pochodzenia żydowskiego (zm. 2005)
  - Horst Schumann, niemiecki lekarz, zbrodniarz wojenny (zm. 1983)
  - Karl Steinhuber, austriacki kajakarz (zm. 2002)
- 1907:
  - Iwan Archipow, radziecki polityk (zm. 1998)
  - Marcel Bezençon, szwajcarski dziennikarz (zm. 1981)
  - Oliver Hill, amerykański prawnik, działacz na rzecz praw obywatelskich (zm. 2007)
  - Theodore Roszak, amerykański rzeźbiarz pochodzenia polskiego (zm. 1981)
  - Kate Smith, amerykańska piosenkarka (zm. 1986)
- 1908:
  - Giovanni Guareschi, włoski pisarz, dziennikarz, satyryk (zm. 1968)
  - Izabela Horodecka, polska żołnierka AK, uczestniczka powstania warszawskiego, działaczka PTTK (zm. 2010)
  - Otto Oktavián Krejčí, słowacki przewodnik i ratownik tatrzański (zm. 1978)
  - Krystyna Skarbek, polska agentka brytyjskiej tajnej służby SOE, wywiadowczyni SIS (zm. 1952)
- 1909:
  - Helena Grześkiewicz, polska artystka plastyk, ceramiczka (zm. 1977)
  - George Melachrino, brytyjski muzyk, kompozytor, kierownik muzyczny pochodzenia włoskiego (zm. 1965)
  - Janis Ritsos, grecki poeta (zm. 1990)
  - Zbigniew Uniłowski, polski pisarz (zm. 1937)
- 1910:
  - Josef Allen Hynek, amerykański astronom, ufolog, wykładowca akademicki (zm. 1986)
  - Rymbek Iljaszew, kazachski i radziecki polityk (zm. 1993)
  - Jan Klecha, polski polityk, poseł na Sejm PRL (zm. 1977)
  - Zubier Kumiechow, radziecki polityk (zm. 1968)
  - Ernst Moltzer, holenderski żeglarz sportowy (zm. 1941)
  - Roland Rainer, austriacki architekt, wykładowca akademicki (zm. 2004)
  - Aleksandr Tołusz, rosyjski szachista (zm. 1969)
- 1911:
  - Zdzisław Grunwald, polski inżynier, wykładowca akademicki (zm. 1996)
  - Vladimir Kukk, estoński strzelec sportowy (zm. 1990)
  - Leon Majman, polski dyplomata, działacz robotniczy, więzień polityczny (zm. 2007)
  - Koçi Xoxe, albański polityk komunistyczny pochodzenia macedońskiego (zm. 1949)
- 1912:
  - Anna Dylikowa, polska geograf (zm. 2000)
  - Otto Kretschmer, niemiecki oficer marynarki, dowódca okrętów podwodnych (zm. 1998)
  - Winthrop Rockefeller, amerykański filantrop, polityk, wiceprezydent USA (zm. 1973)
- 1913:
  - Haxhi Lleshi, albański polityk komunistyczny (zm. 1998)
  - Roy Matsumoto, amerykański żołnierz, tłumacz pochodzenia japońskiego (zm. 2014)
- 1914:
  - Helena Dąbrowska, polska pielęgniarka, konspiratorka wojenna (zm. 2003)
  - Stanisław Depowski, polski podporucznik (zm. 1944)
  - Pierino Favalli, włoski kolarz szosowy (zm. 1986)
  - Rudolf Gellesch, niemiecki piłkarz (zm. 1990)
  - Franciszka Leszczyńska, polska pianistka, kompozytorka, autorka piosenek, pedagog (zm. 1987)
  - Pandi Stillu, albański aktor, reżyser (zm. 1970)
  - Mieczysław Wałęga, polski generał brygady, żołnierz AK, działacz emigracyjny (zm. 2009)
  - Pola Wawer, polska okulistka pochodzenia żydowskiego (zm. 1997)
- 1915:
  - Giuseppe Martino, włoski kolarz torowy i szosowy (zm. 2001)
  - Hanns Martin Schleyer, niemiecki menedżer, przemysłowiec (zm. 1977)
  - Archie Williams, amerykański lekkoatleta, sprinter (zm. 1993)
- 1916:
  - Celestino Alfonso, hiszpański działacz komunistyczny, porucznik (zm. 1944)
  - Glenn Ford, amerykański aktor pochodzenia kanadyjskiego (zm. 2006)
  - Jerzy Jakowejczuk, polski kleryk katolicki, Sługa Boży (zm. 1941)
  - Rong Yiren, chiński przedsiębiorca, polityk (zm. 2005)
  - Tursunbaj Uldżabajew, tadżycki i radziecki polityk (zm. 1988)
- 1917:
  - John Beradino, amerykański baseballista, aktor pochodzenia włoskiego (zm. 1996)
  - Fiodor Chitruk, rosyjski twórca filmów animowanych (zm. 2012)
  - Ulric Cross, trynidadzko-tobagijski pilot wojskowy, prawnik, sędzia, dyplomata (zm. 2013)
  - Danielle Darrieux, francuska aktorka (zm. 2017)
- 1918:
  - Gersz Budker, rosyjski fizyk, wykładowca akademicki (zm. 1977)
  - Alberto Héber Usher, urugwajski polityk, prezydent Urugwaju (zm. 1981)
  - Marie Motlová, czeska aktorka (zm. 1985)
  - Berndt-Otto Rehbinder, szwedzki szpadzista (zm. 1974)
- 1919:
  - Manna Dey, indyjski piosenkarz (zm. 2013)
  - Mohammed Karim Lamrani, marokański przedsiębiorca, polityk, premier Maroka (zm. 2018)
- 1920 – Tadeusz Szeląg, polski żołnierz Batalionów Chłopskich (zm. 2004)
- 1921:
  - Gilbert Durand, francuski filozof, wykładowca akademicki (zm. 2012)
  - Irena Kołodziejska, polska sanitariuszka i łączniczka AK, uczestniczka powstania warszawskiego (zm. 1944)
  - Henryk Rzepkowski, polski generał brygady (zm. 2000)
- 1922:
  - Predrag Đajić, jugosłowiański piłkarz (zm. 1979)
  - Vincenzo Gatto, włoski polityk (zm. 2005)
  - Zygmunt Glazer, polski geolog, inżynier, wykładowca akademicki (zm. 2011)
  - Roman Jagiel-Jagiełło, polsko-izraelski dowódca wojskowy (zm. 2016)
  - Zbigniew Kamiński, polski generał brygady (zm. 1998)
  - Tad Mosel, amerykański dramaturg, scenarzysta (zm. 2008)
  - Witalij Popkow, radziecki generał porucznik lotnictwa (zm. 2010)
  - Jan Wiktor Wiśniewski, polski piłkarz, trener (zm. 2006)
  - Sławomir Żerdzicki, polski śpiewak (tenor) i reżyser operowy (zm. 2011)
- 1923:
  - Frank Brian, amerykański koszykarz (zm. 2017)
  - Fernando Cabrita, portugalski piłkarz, trener (zm. 2014)
  - Joseph Heller, amerykański pisarz (zm. 1999)
  - Lech Kobyliński, polski inżynier, specjalista w dziedzinie budowy okrętów, uczestnik powstania warszawskiego (zm. 2022)
- 1924:
  - Dodo Abaszydze, gruziński aktor, reżyser (zm. 1990)
  - Wiktor Astafjew, rosyjski pisarz (zm. 2001)
  - Tadeusz Grabowski, polski aktor (zm. 2012)
  - Karel Kachyňa, czeski reżyser filmowy (zm. 2004)
  - Bronisława Kopczyńska-Jaworska, polska etnograf, etnolog (zm. 2016)
  - Anđelka Martić, chorwacka pisarka i tłumaczka, autorka książek dla dzieci (zm. 2020)
- 1925:
  - Gabriele Amorth, włoski duchowny katolicki, paulista, egzorcysta watykański, pisarz (zm. 2016)
  - Scott Carpenter, amerykański pilot wojskowy, inżynier, astronauta (zm. 2013)
- 1926:
  - Doug Cowie, szkocki piłkarz (zm. 2021)
  - Janina Hertz, polska pisarka (zm. 1993)
  - Peter Lax, węgierski matematyk, laureat Nagrody Wolfa i Abela (zm. 2025)
- 1927:
  - Greta Andersen, duńska pływaczka (zm. 2023)
  - Henry Bathurst, brytyjski arystokrata, polityk (zm. 2011)
  - Laura Betti, włoska aktorka (zm. 2004)
  - Albert Zafy, malgaski polityk, prezydent Madagaskaru (zm. 2017)
- 1928:
  - Antônio Delfim Netto, brazylijski ekonomista, polityk, minister finansów, minister planowania (zm. 2024)
  - Sisavath Keobounphanh, laotański wojskowy, generał, polityk, minister, wiceprezydent i premier Laosu (zm. 2020)
  - Witalij Mielnikow, rosyjski reżyser i scenarzysta filmowy (zm. 2022)
  - Mirosław Milewski, polski generał MO, polityk, minister spraw wewnętrznych (zm. 2008)
  - Raoul Servais, belgijski reżyser filmów animowanych (zm. 2023)
  - Alicja Wolwowicz, polska polonistka, nauczycielka, podharcmistrzyni, działaczka społeczna (zm. 2025)
- 1929:
  - Izz ad-Din al-Araki, marokański polityk, premier Maroka (zm. 2010)
  - Ralf Dahrendorf, niemiecki socjolog, politolog, polityk (zm. 2009)
  - Sonny James, amerykański piosenkarz country (zm. 2016)
  - Stanisław Mikulski, polski aktor (zm. 2014)
  - Robert Varnajo, francuski kolarz torowy i szosowy (zm. 2024)
- 1930:
  - Lew Kołodub, ukraiński kompozytor (zm. 2019)
  - Maciej Krzanowski, polski lekarz kardiolog i reumatolog, polityk, senator RP (zm. 2017)
  - Richard Riordan, amerykański polityk, birmistrz Los Angeles (zm. 2023)
- 1931:
  - (między 1 a 3 maja) Jan Himilsbach, polski aktor, pisarz (zm. 1988)
  - Krzysztof (Rakintzakis), grecki duchowny prawosławny, biskup pomocniczy metropolii Toronto (zm. 2020)
  - Ghulam Rasul, pakistański hokeista na trawie (zm. 1991)
  - Elwira Seroczyńska, polska łyżwiarka szybka (zm. 2004)
  - Emil Wcela, amerykański duchowny katolicki, biskup pomocniczy Rockville Centre (zm. 2022)
- 1932:
  - Robert Grzywocz, polski piłkarz (zm. 2018)
  - Donald Kagan, amerykański publicysta, analityk polityczny, wykładowca akademicki (zm. 2021)
  - Stanisław Socha, polski trener lekkoatletyki, działacz sportowy, profesor nauk o kulturze fizycznej (zm. 2025)
- 1933:
  - Gelazy (Michajłow), bułgarski biskup prawosławny (zm. 2004)
  - Hieronim Kowalski, polski pilot i instruktor lotniczy i szybowcowy (zm. 2022)
  - Zygmunt Szeliga, polski dziennikarz ekonomiczny (zm. 1988)
- 1934:
  - Cuauhtémoc Cárdenas Solórzano, meksykański polityk
  - Shirley Horn, amerykańska pianistka, wokalistka jazzowa (zm. 2005)
- 1935:
  - Orazbek Kuanyszew, radziecki i kazachski polityk (zm. 1999)
  - Henryk Napiórkowski, polski prawnik, spółdzielca, samorządowiec, dziennikarz (zm. 2017)
  - Jacek Pankiewicz, polski pisarz
  - Nikołaj Szlaga, radziecki generał pułkownik, polityk (zm. 2004)
- 1936:
  - Dilbar Abdurahmonova, uzbecka dyrygentka (zm. 2018)
  - Ray Smith, walijski aktor (zm. 1991)
- 1937:
  - Stefania Hejmanowska, polska działaczka społeczna, polityk, senator RP (zm. 2014)
  - Agim Krajka, albański pianista, kompozytor (zm. 2021)
  - Jan Ludwiczak, polski robotnik, działacz opozycji antykomunistycznej (zm. 2023)
  - Chazriet Sowmien, rosyjski polityk, prezydent Adygei
- 1938:
  - Ariadna Gierek-Łapińska, polska okulistka (zm. 2020)
  - Nikołaj Karpol, rosyjski trener siatkówki
  - Stanisław Musiał, polski jezuita (zm. 2004)
  - Iles Tatajew, czeczeński reżyser i scenarzysta filmowy (zm. 2022)
- 1939:
  - Judy Collins, amerykańska wokalistka folkowa, autorka tekstów
  - Antoni Dąsal, polski bokser, trener (zm. 1978)
  - Janina Jankowska, polska dziennikarka
  - Gieorgij Rudow, rosyjski dyplomata (zm. 2021)
  - France Rumilly, francuska aktorka
- 1940:
  - Fakhruddin Ahmed, bangladeski ekonomista, polityk, premier i prezes Banku Bangladeszu
  - Felipe Arizmendi Esquivel, meksykański duchowny katolicki, biskup San Cristóbal de Las Casas
  - Colette Awital, izraelska polityk, dyplomatka
  - Elana Eden, izraelska aktorka
  - Jüri Kukk, estoński chemik, dysydent (zm. 1981)
  - Edward Redliński, polski prozaik, dramaturg, scenarzysta filmowy, reporter (zm. 2024)
  - Gerhard Sturmberger, austriacki piłkarz (zm. 1990)
- 1941:
  - Efrem (Barbiniagra), rosyjski biskup prawosławny
  - Edward Ozorowski, polski duchowny katolicki, arcybiskup białostocki (zm. 2024)
  - Magne Thomassen, norweski łyżwiarz szybki
  - Birte Weiss, duńska dziennikarka, polityk
- 1942:
  - Gerald Ashworth, amerykański lekkoatleta, sprinter
  - Virginio Domingo Bressanelli, argentyński duchowny katolicki, biskup Neuquén
  - Kazimierz Brzeziński, polski ortopeda, polityk, senator RP (zm. 2015)
  - Eljor Iszmuchamiedow, uzbecki reżyser i scenarzysta filmowy
  - Dimitris Kremastinos, grecki kardiolog, polityk, minister zdrowia (zm. 2020)
  - Giuseppe Lanci, włoski operator filmowy
  - Stephen Macht, amerykański aktor, reżyser filmowy i telewizyjny
  - José Mesiano, argentyński piłkarz (zm. 2017)
  - Artemio Lomboy Rillera, filipiński duchowny katolicki, biskup San Fernando de La Union (zm. 2011)
  - Jean Saubert, amerykańska narciarka alpejska (zm. 2007)
  - Andrzej Stalmach, polski lekkoatleta, skoczek w dal (zm. 2020)
- 1943:
  - Franziskus Eisenbach, niemiecki duchowny katolicki, biskup pomocniczy Moguncji (zm. 2024)
  - Kjell Oscarius, szwedzki curler
  - Odilon Polleunis, belgijski piłkarz, trener (zm. 2023)
  - Georges Pontier, francuski duchowny katolicki, arcybiskup Marsylii
  - Wojciech Rutkowski, polski malarz
  - Joe Walsh, irlandzki polityk (zm. 2014)
- 1944:
  - Jaime Blanco García, hiszpański chirurg, samorządowiec, polityk, prezydent Kantabrii (zm. 2020)
  - Józef Serafin, polski organista, pedagog
- 1945:
  - Peter Beresford, brytyjski socjolog, pisarz
  - Rita Coolidge, amerykańska piosenkarka, aktorka pochodzenia czirokeskiego
  - Felipe Padilla Cardona, meksykański duchowny katolicki, biskup Huajuapan de León, Tehuantepec i Ciudad Obregón
- 1946:
  - Jan Grosfeld, polski ekonomista, politolog, działacz katolicki
  - Dick Joyce, nowozelandzki wioślarz
  - Tõnu Lepik, estoński lekkoatleta, skoczek w dal
  - Joanna Lumley, brytyjska aktorka
  - Joseph Martino, amerykański duchowny katolicki, biskup Scranton
  - Walerij Muratow, rosyjski łyżwiarz szybki
  - Stanisław Rogowski, polski prawnik, wykładowca akademicki, polityk, poseł na Sejm RP, rzecznik ubezpieczonych (zm. 2024)
  - John Woo, chiński aktor, reżyser, scenarzysta i producent filmowy
  - Heidi Zimmermann, austriacka narciarka alpejska
- 1947:
  - Grażyna Barszczewska, polska aktorka, reżyser teatralna
  - Ja’akow Bekenstein, izraelski fizyk teoretyczny (zm. 2015)
  - Krzysztof Knittel, polski kompozytor
  - Danilo Popivoda, słoweński piłkarz, trener (zm. 2021)
  - Włodzimierz Sitek, polski polityk, poseł na Sejm RP (zm. 2004)
- 1948:
  - Bolesław Borysiuk, polski historyk, polityk, poseł na Sejm RP
  - Tadeusz Huk, polski aktor
  - Mario Aldo Montano, włoski szablista
  - Conrad E. Palmisano, amerykański aktor, reżyser filmowy (zm. 2024)
  - Paweł Protasiewicz, polski żużlowiec, mechanik
- 1949:
  - Gavin Christopher, amerykański piosenkarz (zm. 2016)
  - David Hawker, australijski polityk
  - Joe Higgins, irlandzki polityk
  - Ewa Kuzyk-Florczak, polska aktorka
  - Solomon Mujuru, zimbabwejski generał, polityk (zm. 2011)
  - Gílson Paulo, brazylijski trener piłkarski
  - Fajiz at-Tarawina, jordański ekonomista, polityk, minister obrony, premier Jordanii (zm. 2021)
  - Paul Teutul Sr., amerykański przedsiębiorca
  - Stanisław Zając, polski adwokat, polityk, poseł, wicemarszałek Sejmu i senator RP (zm. 2010)
- 1950:
  - John Diehl, amerykański aktor, producent filmowy i telewizyjny
  - Arje Eldad, izraelski lekarz, polityk
  - Buza Ferraz, brazylijski aktor, reżyser i producent filmowy, teatralny i telewizyjny (zm. 2010)
  - George Kurdahi, libański prezenter radiowy i telewizyjny
  - Se’adja Marciano, izraelski działacz społeczny, polityk (zm. 2007)
  - Danny McGrain, szkocki piłkarz, trener
  - Władysław Reichelt, polski polityk, poseł na Sejm RP
  - Marina Stiepanowa, rosyjska lekkoatletka, płotkarka
  - Minsyłu Usmanowa, rosyjska językoznawczyni, wykładowczyni akademicka narodowości baszkirskiej
  - Yang Jiechi, chiński polityk, dyplomata
- 1951:
  - Jacek Bukiel, polski koszykarz, trener (zm. 2015)
  - Álfheiður Ingadóttir, islandzka polityk
  - Michał Kwieciński, polski reżyser, scenarzysta i producent filmowy
  - Geoff Lees, brytyjski kierowca wyścigowy
  - Sally Mann, amerykańska fotograf
- 1952:
  - Jurij Chaczaturow, ormiański generał pułkownik
  - Josif Dorfman, francuski szachista, trener pochodzenia ukraińsko-żydowskiego
  - Juan Carlos Heredia, hiszpański piłkarz pochodzenia argentyńskiego
  - Robert Navarro, francuski samorządowiec, polityk
  - Jerzy Tkaczyk, polski piłkarz (zm. 2007)
  - Cezary Szczylik, polski onkolog, hematolog
- 1953:
  - Mayumi Aoki, japońska pływaczka
  - Małgorzata Chmiel, polska architekt, samorządowiec, polityk, poseł na Sejm RP
  - Ewa Głowacka, polska tancerka baletowa (zm. 2020)
  - Krystyna Lech, polska lekkoatletka, biegaczka średniodystansowa
  - Ed Perlmutter, amerykański polityk, kongresman pochodzenia żydowskiego
  - Detlev Samland, niemiecki polityk (zm. 2009)
  - Joanna Szczepkowska, polska aktorka, pisarka, felietonistka, pedagog
  - Tamás Szombathelyi, węgierski pięcioboista nowoczesny
  - Naoya Uchida, japoński aktor
- 1954:
  - Zygmunt Chajzer, polski dziennikarz, prezenter radiowy i telewizyjny, konferansjer
  - Eckart Diesch, niemiecki żeglarz sportowy
  - Bernd Jäkel, niemiecki żeglarz sportowy
  - Serhij Kiwałow, ukraiński prawnik, polityk
- 1955:
  - Kenrick Georges, trębacz i kompozytor z Saint Kitts i Nevis
  - Donna Hartley, brytyjska lekkoatletka, sprinterka (zm. 2013)
  - Bob Lenarduzzi, kanadyjski piłkarz, trener pochodzenia włoskiego
  - José Rafael Quirós Quirós, kostarykański duchowny katolicki, biskup Limón, arcybiskup San José
  - Stefan, macedoński duchowny prawosławny, arcybiskup ochrydzki, metropolita Macedonii
  - Andrzej Śmietanko, polski polityk, poseł na Sejm RP, minister rolnictwa i gospodarki żywnościowej
  - Ricky Tognazzi, włoski aktor, reżyser i scenarzysta filmowy
  - András Törőcsik, węgierski piłkarz (zm. 2022)
  - Roki Vulović, serbsko-bośniacki piosenkarz
  - Kazurō Watanabe, japoński astronom amator
  - Andrzej Wojtyła, polski pediatra, polityk, poseł na Sejm RP, minister zdrowia
- 1956:
  - Edin Bahtić, bośniacki piłkarz
  - Catherine Frot, francuska aktorka
  - Aleksandr Iwanow, amerykański szachista pochodzenia rosyjskiego
  - Parmen (Szczipielew), rosyjski biskup prawosławny
  - Zahir Tanin, afgański dziennikarz, dyplomata
- 1957:
  - Grzegorz Jasiński, polski historyk, wykładowca akademicki
  - Jacek Sroka, polski malarz, grafik, rysownik
  - Zé Mário, brazylijski piłkarz (zm. 1978)
- 1958:
  - Paweł Binkowski, polski aktor, lektor
  - Olga Homeghi, rumuńska wioślarka
  - Paweł Jarodzki, polski malarz, rysownik (zm. 2021)
  - Miguel Portas, portugalski ekonomista, dziennikarz, polityk (zm. 2012)
  - Patrice Talon, beniński przedsiębiorca, polityk, prezydent Beninu
- 1959:
  - Saber Eid, egipski piłkarz
  - Gustavo Ferrín, urugwajski trener piłkarski
  - Eddie Johnson, amerykański koszykarz
  - Jo Tong-sop, północnokoreański piłkarz, trener
  - Darci José Nicioli, brazylijski duchowny katolicki, arcybiskup metropolita Diamantiny
  - Yasmina Reza, francuska aktorka, dramatopisarka pochodzenia żydowskiego
  - Jan Szul, polski dziennikarz
- 1960:
  - Raymond Ahoua, iworyjski duchowny katolicki, biskup Grand-Bassam
  - Monika Gibalová, słowacka pielęgniarka, polityk
  - Anna M. Nowakowska, polska pisarka, publicystka
- 1961:
  - Jan van Aken, niemiecki polityk
  - Jiří Babica, czeski kucharz, podróżnik
  - Linas Balsys, litewski dziennikarz, polityk
  - Ołeksij Biły, ukraiński przedsiębiorca, polityk
  - Matt Cartwright, amerykański polityk, kongresman
  - Saint-Joseph Gadji Celi, iworyjski piłkarz
  - Stefan Hambura, polsko-niemiecki adwokat (zm. 2020)
  - Morinosuke Kawaguchi, japoński innowator, konsultant, prelegent, futurolog, pisarz, projektant
  - Paweł Molgo, polski przedsiębiorca, kierowca rajdowy
  - Wasilij Sidorienko, rosyjski lekkoatleta, młociarz
- 1962:
  - Luis Capurro, ekwadorski piłkarz
  - Rihards Eigims, łotewski polityk, samorządowiec
  - Claudio Golinelli, włoski kolarz szosowy i torowy
  - Aleksander Grad, polski inżynier geodeta, polityk, poseł na Sejm RP, minister skarbu państwa
  - Roberto Serniotti, włoski trener siatkarski
  - Maia Morgenstern, rumuńska aktorka
  - Paula Weishoff, amerykańska siatkarka
  - Przemysław Wojtaszek, polski biolog, wykładowca akademicki
  - Gwidon Zalejko, polski historyk, wykładowca akademicki (zm. 2001)
  - Tomasz Żółtko, polski wokalista, muzyk, kompozytor, poeta, publicysta
- 1963:
  - Grażyna Ignaczak-Bandych, polska urzędniczka państwowa, szef Kancelarii Prezydenta RP
  - Christine Rossi, francuska narciarka dowolna
  - Jarosław Sellin, polski dziennikarz, polityk, poseł na Sejm RP
  - Wilhelm, książę luksemburski
- 1964:
  - Espen Barth Eide, norweski polityk
  - Yvonne van Gennip, holenderska łyżwiarka szybka
  - Bogdan Huk, polski dziennikarz pochodzenia ukraińskiego
  - Wołodymyr Siergiejew, ukraiński szachista
  - Peter Skaarup, duński polityk
  - Paco Tous, hiszpański aktor
- 1965:
  - Erik Bergkvist, szwedzki samorządowiec, polityk, eurodeputowany (zm. 2024)
  - Ołeh Hałkin, ukraiński kolarz szosowy (zm. 2003)
- 1966:
  - Henryk Baranowski, polski inżynier, urzędnik państwowy
  - Abdelhakim Belhadż, libijski dowódca wojskowy
  - Anne Fletcher, amerykańska reżyserka filmowa, choreografka
  - Zbigniew Piątek, polski kolarz szosowy, samorządowiec, wójt gminy Piekoszów
  - Olaf Thon, niemiecki piłkarz, trener
- 1967:
  - Ja’el Arad, izraelska judoczka
  - Moses Hamungole, zambijski duchowny katolicki, biskup Monze (zm. 2021)
  - Agim Hushi, australijski śpiewak operowy (tenor) pochodzenia albańskiego
  - Roman Jakič, słoweński polityk
- 1968:
  - Oliver Bierhoff, niemiecki piłkarz
  - Akiko Kijimuta, japońska tenisistka
  - Peter Nahlin, szwedzki żużlowiec
  - D’arcy Wretzky, amerykańska basistka, członkini zespołu The Smashing Pumpkins
- 1969:
  - Wes Anderson, amerykański aktor, reżyser, scenarzysta i producent filmowy
  - Cintha Boersma, holenderska siatkarka
  - Roksana Jędrzejewska-Wróbel, polska pisarka
  - Kim Pan-gon, południowokoreański piłkarz, trener
  - Mary Lou McDonald, irlandzka polityk
  - Frode Moen, norweski narciarz, specjalista kombinacji norweskiej
  - Billy Owens, amerykański koszykarz
  - Jack Waite, amerykański tenisista
- 1970:
  - Serena Armstrong-Jones, członkini brytyjskiej rodziny królewskiej
  - Morten Bødskov, duński polityk
  - Bernard Butler, brytyjski muzyk, producent muzyczny, członek zespołów Suede i The Tears
  - Beata Jankowska-Tzimas, polska aktorka
  - Beata Majewska, polska pisarka
  - Jarreth J. Merz, szwajcarski aktor, reżyser i producent filmowy
  - Juan Manuel Moreno, hiszpański polityk, samorządowiec, prezydent Andaluzji
  - Salvador del Solar, peruwiański aktor, polityk, premier Peru
  - Josef Zinnbauer, niemiecki piłkarz, trener
- 1971:
  - Kwanza Hall, amerykański polityk, kongresman
  - Artur Kohutek, polski lekkoatleta, płotkarz
  - Ajith Kumar, indyjski aktor
  - Eva Lund, szwedzka curlerka
  - Travis Simms, amerykański bokser
- 1972:
  - Angela Alupei, rumuńska wioślarka
  - Julie Benz, amerykańska aktorka
  - Ramzi Binalshibh, jemeński terrorysta
  - Bailey Chase, amerykański aktor
  - Steinar Nilsen, norweski piłkarz, bramkarz
  - Clinton Woods, brytyjski bokser
- 1973:
  - Raffaello Leonardo, włoski wioślarz
  - Oliver Neuville, niemiecki piłkarz
  - Paweł Wolak, polski aktor
- 1974:
  - Grzegorz Krzywiec, polski historyk, wykładowca akademicki
  - Ziaur Rahman, banglijski szachista (zm. 2024)
- 1975:
  - Austin Croshere, amerykański koszykarz
  - Yves Cruchten, luksemburski samorządowiec, polityk
  - Marc-Vivien Foé, kameruński piłkarz (zm. 2003)
  - Jerzy Kociatkiewicz, polski socjolog, wykładowca akademicki
  - Christian Manfredini, iworyjski piłkarz
  - Nima Nakisa, irański piłkarz, bramkarz
  - Krzysztof Pyziak, polski aktor
  - Yan Razera, brazylijski piłkarz
  - Neil Sandilands, południowoafrykański aktor, reżyser, scenarzysta i producent filmowy
  - Aleksiej Smiertin, rosyjski piłkarz
  - Marina Waśko, białoruska polityczka
- 1976:
  - Michele Frangilli, włoski łucznik
  - Joan Guzmán, dominikański bokser
  - Tomasz Kudyk, polski trębacz jazzowy, aranżer, kompozytor
  - Laura Lindstedt, fińska pisarka
  - Anna Olsson, szwedzka biegaczka narciarska
  - Violante Placido, włoska aktorka, piosenkarka
- 1977:
  - Bill Gadolo, fidżyjski rugbysta
  - Aurtis Whitley, trynidadzko-tobagijski piłkarz
  - Daria Widawska, polska aktorka
- 1978:
  - James Badge Dale, amerykański aktor
  - Ołeksandr Konowaluk, ukraiński wioślarz
  - John Linehan, amerykański koszykarz, trener
  - Isaac Okoronkwo, nigeryjski piłkarz
  - Michael Russell, amerykański tenisista
  - Daniel Wołodźko, polski dziennikarz (zm. 2008)
- 1979:
  - Lars Berger, norweski biathlonista
  - Ben Easter, amerykański aktor
  - Dagmara Komorowicz, polska pływaczka
  - Michelle Perry, amerykańska lekkoatletka, płotkarka
  - Pauli Rantasalmi, fiński gitarzysta, członek zespołu The Rasmus
  - Bartłomiej Stawiarski, polski historyk, polityk, samorządowiec, poseł na Sejm RP, burmistrz Namysłowa
  - Adil Hliouat, marokański piłkarz
- 1980:
  - Jacek Dehnel, polski prozaik, poeta, tłumacz, malarz
  - Michał Filipiak, polski aktor
  - Niyaməddin Paşayev, azerski zawodnik taekwondo
  - Julija Tabakowa, rosyjska lekkoatletka, sprinterka
  - Ana Claudia Talancón, meksykańska aktorka
  - Radosław Wróblewski, polski piłkarz
  - Zaz, francuska piosenkarka
- 1981:
  - Alaksandr Hleb, białoruski piłkarz
  - Cimafiej Kałaczou, białoruski piłkarz
  - Milan Živič, słoweński skoczek narciarski
- 1982:
  - Jamie Dornan, irlandzki aktor, model, muzyk
  - Tommy Robredo, hiszpański tenisista
  - Darijo Srna, chorwacki piłkarz
  - Andrew Suniula, amerykański rugbysta
  - Therese Wallter, szwedzka piłkarka ręczna
- 1983:
  - Alain Bernard, francuski pływak
  - Krzysztof Aleksander Janczak, polski kompozytor, aranżer, muzykolog
  - Tara Leniston, brytyjska aktorka
  - Elisabeth Pauer, austriacka lekkoatletka, oszczepniczka
  - Fran Vázquez, hiszpański koszykarz
- 1984:
  - David Backes, amerykański hokeista
  - Kerry Bishé, amerykańska aktorka pochodzenia nowozelandzkiego
  - Mišo Brečko, słoweński piłkarz
  - Juan Cáceres, urugwajski kierowca wyścigowy
  - Adam Chadaj, polski tenisista
  - Sacha Dhawan, brytyjski aktor pochodzenia pakistańskiego
  - Filip Drzewiecki, polski hokeista
  - Alexander Farnerud, szwedzki piłkarz
  - Mikkel Følsgaard, duński aktor
  - Maciej Frączyk, polski satyryk, recenzent, prezenter radiowy, osobowość internetowa
  - Martina Guiggi, włoska siatkarka
  - Víctor Montaño, kolumbijski piłkarz
  - Iryna Nafranowicz, białoruska biegaczka narciarska, biathlonistka
  - Mindaugas Panka, litewski piłkarz
  - Bojan Pejkow, bułgarski piłkarz, bramkarz
  - Therry Racon, gwadelupski piłkarz
  - Joanna Sakowicz-Kostecka, polska tenisistka
  - Monika Węgiel, polska aktorka, piosenkarka
  - Mentor Zhubi, szwedzki piłkarz, futsalista pochodzenia kosowskiego
- 1985:
  - Nicolás Artajo, niemiecki aktor, reżyser telewizyjny i filmowy pochodzenia portugalsko-polskiego
  - Filip Iwanowski, macedoński piłkarz
  - Shpat Kasapi, macedoński piosenkarz
  - Chad Mendes, amerykański zapaśnik, zawodnik MMA
  - Lucas Ordóñez, hiszpański kierowca wyścigowy
  - Philipp Pentke, niemiecki piłkarz, bramkarz
  - Drew Sidora, amerykańska aktorka, piosenkarka
- 1986:
  - Georges Ambourouet, gaboński piłkarz
  - Christian Benítez, ekwadorski piłkarz (zm. 2013)
  - Damián Díaz, ekwadorski piłkarz
  - Kenji Fujimitsu, japoński lekkoatleta, sprinter
  - Cassie Jaye, amerykańska reżyserka i producentka filmowa
  - Jesse Klaver, holenderski polityk pochodzenia marokańsko-indonezyjskiego
  - Mateusz Kościukiewicz, polski aktor
  - Denys Kułakow, ukraiński piłkarz
  - Guilherme Luna, brazylijski judoka
  - Vanes Martirosyan, amerykański bokser pochodzenia ormiańskiego
  - Dani Massunguna, angolski piłkarz
  - Passakorn Suwannawat, tajski snookerzysta
  - Diego Valeri, argentyński piłkarz
- 1987:
  - Leonardo Bonucci, włoski piłkarz
  - Amon Djurhuus, farerski perkusista, członek zespołu Heljareyga
  - Jerome Dyson, amerykański koszykarz
  - Iwajło Filew, bułgarski sztangista
  - Amir Johnson, amerykański koszykarz
  - Monika Migała, polska piłkarka ręczna
  - Saïdi Ntibazonkiza, burundyjski piłkarz
  - Szachar Pe’er, izraelska tenisistka
  - Aleksandra Szulc, polska jeźdźczyni sportowa
  - Primož Zupan, słoweński skoczek narciarski
- 1988:
  - Nicholas Braun, amerykański aktor
  - Maksim Huscik, białoruski narciarz dowolny (zm. 2023)
  - Tom Lucy, brytyjski wioślarz
  - Teodor Peterson, szwedzki biegacz narciarski
  - Kelly Proper, irlandzka lekkoatletka, skoczkini w dal
  - Anushka Sharma, indyjska aktorka
- 1989:
  - Murtaz Dauszwili, gruziński piłkarz
  - Cayla George, australijska koszykarka
  - Bryshon Nellum, amerykański lekkoatleta, sprinter
  - Koyomi Tominaga, japońska siatkarka
  - Ewa Trzebińska, polska szpadzistka
  - Emma Wikén, szwedzka biegaczka narciarska
- 1990:
  - Diego Contento, niemiecki piłkarz pochodzenia włoskiego
  - Esteban Pavez, chilijski piłkarz
  - Caitlin Stasey, australijska aktorka
  - Alexander Szczechura, kanadyjsko-polski hokeista
- 1991:
  - Abdisalam Ibrahim, norweski piłkarz pochodzenia somalijskiego
  - Henna Johansson, szwedzka zapaśniczka
  - Maciej Marton, polski pilot rajdowy
  - Bartosz Salamon, polski piłkarz
  - Marcus Stroman, amerykański baseballista
  - Daniel Talbot, brytyjski lekkoatleta, sprinter
- 1992:
  - Bryon Allen, amerykański koszykarz
  - Christopher Perkins, kanadyjski łucznik sportowy
  - Trevor Philp, kanadyjski narciarz alpejski
  - Matěj Vydra, czeski piłkarz
- 1993:
  - Jean-Christophe Bahebeck, francuski piłkarz pochodzenia kameruńskiego
  - Anastasija Bielakowa, rosyjska pięściarka
  - Łukasz Bułanowski, polski hokeista
  - Frédérick Gaudreau, kanadyjski hokeista
  - Nick Miller, brytyjski lekkoatleta, młociarz
  - Yuan Meiqing, chińska pięściarka
  - Chinyere Pigot, surinamska pływaczka
- 1994:
  - Steffy Argelich, hiszpańska modelka, aktorka
  - İlkay Durmuş, turecki piłkarz pochodzenia niemieckiego
  - Lewis Gibson, brytyjski łyżwiarz figurowy
  - Edgar Ié, portugalski piłkarz pochodzenia gwinejskiego
  - Wojciech Siek, polski siatkarz
  - Krisztián Tóth, węgierski judoka
- 1995 – Josh Andres Rivera, amerykański aktor
- 1996:
  - Seika Aoyama, japońska lekkoatletka, sprinterka
  - François Kamano, gwinejski piłkarz
  - William Nylander Altelius, szwedzki hokeista
- 1997:
  - Klaudia Kulig, polska siatkarka
  - Brandon Sampson, amerykański koszykarz
- 1998:
  - Tyasha Harris, amerykańska koszykarka
  - Frederik Jakobsen, duński żużlowiec
  - Kang Kum-song, północnokoreański zapaśnik
  - Jacopo Sandron, włoski zapaśnik
  - Dmitrij Sopot, rosyjski łyżwiarz figurowy
- 1999:
  - Artur Sługocki, polski siatkarz
  - YNW Melly, amerykański raper, piosenkarz, autor tekstów
- 2000:
  - 9lokkNine, amerykański raper
  - Benson Anang, ghański piłkarz
  - Ibrahim Bayesh, iracki piłkarz
  - Emily Engstler, amerykańska koszykarka
  - Elijah Just, nowozelandzki piłkarz
  - Najeeb Yakubu, ghański piłkarz
- 2001 – Rawwe Assajag, izraelski piłkarz
- 2002:
  - Thierry Gale, barbadoski piłkarz
  - Chet Holmgren, amerykański koszykarz
  - Roan Wilson, kostarykański piłkarz
- 2003:
  - Maksim Bartolj, słoweński skoczek narciarski
  - Lizzy Greene, amerykańska aktorka
  - Kirił Popow, ukraiński piłkarz
- 2004:
  - Charli D’Amelio, amerykańska tancerka, influencerka, osobowość internetowa pochodzenia włoskiego
  - Zuzanna Maślana, polska lekkoatletka, kulomiotka
- 2005 – Linda Fruhvirtová, czeska tenisistka

## Zmarli
- 37 – Antonia Młodsza, żona konsula rzymskiego Druzusa I (ur. 36 p.n.e.)
- 408 – Arkadiusz, cesarz bizantyński (ur. 377)
- 588 – Święty Markulf, francuski benedyktyn (ur. ok. 490)
- 1118 – Matylda Szkocka, królowa Anglii (ur. 1080)
- 1187 – Roger de Moulins, wielki mistrz zakonu joannitów (ur. ?)
- 1240 – Jacques de Vitry, francuski kardynał (ur. ?)
- 1256 – Mafalda, infantka portugalska, królowa Kastylii, cysterka, błogosławiona (ur. ok. 1190)
- 1277 – Stefan Urosz I, król Serbii (ur. przed 1229)
- 1278 – Wilhelm II Villehardouin, władca Księstwa Achai (ur. ?)
- 1308 – Albrecht I Habsburg, książę Austrii i król Niemiec (ur. 1255)
- 1320 – Wiwald z San Gimignano, włoski franciszkanin, błogosławiony (ur. 1250)
- 1345 – Peregryn Laziosi, włoski serwita, święty (ur. 1260)
- 1355 – Petronela z Troyes, francuska klaryska, błogosławiona (ur. 1300)
- 1402 – Olbram ze Škvorce, czeski duchowny katolicki, arcybiskup praski (ur. ?)
- 1447 – Ludwik VII Brodaty, książę Bawarii-Ingolstadt (ur. 1368)
- 1477 – Pafnucy Borowski, rosyjski mnich, święty prawosławny (ur. 1394)
- 1497 – Makary I, metropolita kijowski, święty prawosławny (ur. ?)
- 1504 – Jan z Wysokiej, polski prawnik, profesor i rektor Akademii Krakowskiej (ur. ?)
- 1510 – Giuliano Cesarini, włoski kardynał (ur. 1466)
- 1539 – Izabela Aviz, księżniczka portugalska, królowa hiszpańska, cesarzowa niemiecka (ur. 1503)
- 1555 – Marceli II, papież (ur. 1501)
- 1572 – Pius V, papież (ur. 1504)
- 1585 – Niccolò Caetani, włoski duchowny katolicki, biskup Conzy, arcybiskup Kapui, kardynał (ur. 1526)
- 1613 – Abraham von Dohna, władca sycowskiego wolnego państwa stanowego (ur. 1561)
- 1642 – Cosimo de Torres, włoski kardynał (ur. 1584)
- 1656 – Carlo Contarini, doża Wenecji (ur. 1580)
- 1658 – Eufemia Radziwiłłówna, polska benedyktynka (ur. 1598)
- 1665 – Hieronim Wierzbowski, polski szlachcic, polityk (ur. ?)
- 1733 – Nicolas Coustou, francuski rzeźbiarz (ur. 1658)
- 1743 – Maria Magdalena Habsburg, arcyksiężniczka austriacka, księżniczka czeska i węgierska (ur. 1689)
- 1772 – Gottfried Achenwall, niemiecki filozof, historyk, ekonomista, statystyk, prawnik (ur. 1719)
- 1809 – François Laurent d’Arlandes, francuski markiz, wynalazca, baloniarz (ur. 1742)
- 1813:
  - Jean-Baptiste Bessières, francuski książę, dowódca wojskowy, marszałek Francji (ur. 1768)
  - Jacques Delille, francuski poeta, tłumacz, wolnomularz (ur. 1738)
- 1850:
  - Henri Marie Ducrotay de Blainville, francuski zoolog, anatom (ur. 1777)
  - Tadeusz Wasilewski, polski ziemianin, polityk (ur. 1795)
- 1851 – Augustyn Schoeffler, francuski misjonarz, męczennik, święty (ur. 1822)
- 1852 – Jan Bonnard, francuski misjonarz, męczennik, święty (ur. 1824)
- 1854:
  - Jean Coralli, francusko-włoski tancerz, choreograf (ur. 1779)
  - Richard French, amerykański polityk (ur. 1792)
- 1857 – Frederick Scott Archer, brytyjski wynalazca (ur. 1814)
- 1861 – Michael Martin Lienau, niemiecki kupiec, ogrodnik, badacz starożytności, polityk (ur. 1786)
- 1864 – William David Porter, amerykański komodor (ur. 1808)
- 1869 – Franciszek Kröbl, polski polityk, burmistrz Lwowa (ur. 1803)
- 1870 – Gabriel Lamé, francuski matematyk, inżynier (ur. 1795)
- 1873 – David Livingstone, szkocki misjonarz protestancki, odkrywca (ur. 1813)
- 1874 – Vilém Blodek, czeski kompozytor, flecista (ur. 1834)
- 1875 – Hubert von Luschka, niemiecki anatom, wykładowca akademicki (ur. 1820)
- 1884:
  - Teodor Donimirski, polski ziemianin, polityk (ur. 1805)
  - Enea Sbarretti, włoski kardynał (ur. 1808)
- 1885 – Porfiriusz (Uspienski), rosyjski biskup prawosławny (ur. 1804)
- 1888 – William Wirt Adams, amerykański (konfederacki) generał-brygadier, sędzia (ur. 1819)
- 1889:
  - Stepan Bedros X Azarian, ormiański duchowny ormiańskokatolicki, tytularny arcybiskup Nikozji, patriarcha Kościoła katolickiego obrządku ormiańskiego (ur. 1829)
  - Robert Walter Weir, amerykański malarz, ilustrator, nauczyciel (ur. 1803)
- 1890:
  - Stanisław Oppeln-Bronikowski, polski dziennikarz, publicysta (ur. 1843)
  - Adam Tarnowski, polski kompozytor (ur. 1816)
- 1891 – Ferdinand Gregorovius, niemiecki historyk, pedagog (ur. 1821)
- 1893 – Alexander Kaufmann, niemiecki poeta, folklorysta (ur. 1817)
- 1895 – August von der Osten, niemiecki posiadacz ziemski, polityk (ur. 1855)
- 1896 – Naser ad-Din Szah Kadżar, szach Iranu (ur. 1831)
- 1900 – Mihály Munkácsy, węgierski malarz (ur. 1844)
- 1902 – Adolf Wolberg, polski lekarz pochodzenia żydowskiego (ur. 1825)
- 1903 – Luigi Arditi, włoski kompozytor, dyrygent (ur. 1822)
- 1904:
  - Fiodor Bredichin, rosyjski astronom (ur. 1831)
  - Antonín Dvořák, czeski kompozytor, dyrygent (ur. 1841)
  - Wilhelm His, niemiecki embriolog, anatom, histolog (ur. 1831)
- 1905:
  - Alphonse-Hilarion Fraysse, francuski duchowny katolicki, marysta, misjonarz, wikariusz apostolski Nowej Kaledonii (ur. 1842)
  - Claude-André Paquelin, francuski lekarz, aptekarz (ur. 1836)
- 1906 – Mychajło Hołejko, ukraiński architekt (ur. 1844)
- 1907 – John Kells Ingram, irlandzki ekonomista, poeta (ur. 1823)
- 1908 – Platon Kostecki, polsko-ukraiński dziennikarz, poeta, prozaik (ur. 1832)
- 1910:
  - Pierre Nord Alexis, haitański generał, polityk, prezydent Haiti (ur. 1820)
  - Louis Welden Hawkins, francuski malarz pochodzenia brytyjskiego (ur. 1849)
  - Teodor Talowski, polski architekt, malarz (ur. 1857)
- 1911:
  - Bronisław Matyjewicz-Maciejewicz, polski pilot (ur. 1882)
  - Jan Popiel, polski ziemianin, polityk (ur. 1836)
- 1913 – Anastazy (Dobradin), rosyjski biskup prawosławny (ur. 1828)
- 1916 – William Foulke, angielski piłkarz, bramkarz (ur. 1874)
- 1917:
  - Julian Ochorowicz, polski psycholog, filozof, publicysta, poeta, fotograf, badacz zjawisk mediumicznych (ur. 1850)
  - José Enrique Rodó, urugwajski pisarz, filozof, polityk (ur. 1871)
- 1920 – Małgorzata Connaught, brytyjska księżniczka (ur. 1882)
- 1921 – Albert Rosental, polski psychiatra pochodzenia żydowskiego (ur. 1857)
- 1922:
  - Antoni Bartkowiak, polski podporucznik pilot (ur. 1897)
  - Wasilij Denisow, rosyjski malarz, scenograf (ur. 1862)
- 1924 – Arthur McCabe, australijski rugbysta (ur. 1887)
- 1925 – Karel Boublík, czeski architekt (ur. 1868)
- 1926 – Bartłomiej Obrochta, polski góral podhalański, przewodnik tatrzański, muzykant (ur. 1850)
- 1927:
  - Oscar Swahn, szwedzki strzelec sportowy (ur. 1847)
  - Mieczysław Staniewski, polski artysta cyrkowy, klaun (ur. 1879)
- 1928:
  - Ebenezer Howard, brytyjski planista, urbanista (ur. 1850)
  - Aleksander Landsberg, polski przemysłowiec pochodzenia żydowskiego (ur. 1859)
  - Xiang Jingyu, chińska działaczka komunistyczna (ur. 1895)
- 1930 – Ryszard Pampuri, włoski chirurg, bonifrater, święty (ur. 1897)
- 1931 – Thomas Cooper Gotch, brytyjski malarz, ilustrator (ur. 1854)
- 1932 – Thomas Alexander Smith, amerykański polityk (ur. 1850)
- 1933 – Roman Abt, szwajcarski inżynier (ur. 1850)
- 1934:
  - Victor Apfelbeck, bośniacki entomolog pochodzenia austriackiego (ur. 1859)
  - Paul Gustave Fischer, duński malarz pochodzenia żydowskiego (ur. 1860)
  - Siergiej Lebiediew, rosyjski chemik (ur. 1874)
- 1935:
  - Mieczysław Hartleb, polski historyk literatury (ur. 1895)
  - Henri Pélissier, francuski kolarz szosowy (ur. 1889)
- 1939 – Bautista Saavedra, boliwijski prawnik, polityk, prezydent Boliwii (ur. 1870)
- 1941:
  - Reginald Morrison, australijski lekarz, pedagog, sportowiec (ur. 1864)
  - Augustyn Pawelczyk, polski chłop, działacz kaszubski i narodowy (ur. 1870)
- 1942 – Tamara (Satsi), rosyjska mniszka prawosławna, święta nowomęczennica pochodzenia estońskiego (ur. 1876)
- 1943 – Walentina Safronowa, radziecka partyzantka (ur. 1918)
- 1944:
  - Icchak Kacenelson, żydowski pisarz tworzący w języku jidysz, tłumacz (ur. 1886)
  - Stanisław Okoniewski, polski duchowny katolicki, biskup chełmiński (ur. 1870)
- 1945:
  - Alwin-Broder Albrecht, niemiecki oficer marynarki wojennej, adiutant Adolfa Hitlera (ur. 1903)
  - Zaki Chabibullin, radziecki podpułkownik (ur. 1911)
  - Joseph Goebbels, niemiecki polityk, działacz nazistowski, minister propagandy (ur. 1897)
  - Magda Goebbels, żona Josepha (ur. 1901)
  - Adolf Haas, niemiecki funkcjonariusz i zbrodniarz nazistowski (ur. 1893)
  - Gerhard de Jonge, niemiecki profesor budownictwa kolejowego (ur. 1875)
  - Józef Paczkowski, polski chorąży (ur. 1913)
  - Nina Pietrowa, radziecka sportsmenka, starszy sierżant, strzelec wyborowy (ur. 1875)
  - Samat Sadykow, radziecki starszy sierżant (ur. 1920)
- 1946 – Bill Johnston, amerykański tenisista (ur. 1894)
- 1949 – Horace Lyne, walijski rugbysta, sędzia i działacz sportowy (ur. 1860)
- 1950:
  - Leland Ossian Howard, amerykański entomolog (ur. 1857)
  - Georges Leuillieux, francuski pływak (ur. 1879)
  - Lothrop Stoddard, amerykański prawnik, publicysta, pisarz (ur. 1883)
- 1951 – Klemens Szeptycki, polski duchowny greckokatolicki, studyta, męczennik, błogosławiony (ur. 1869)
- 1952:
  - Alfred Nichols, brytyjski lekkoatleta, długodystansowiec (ur. 1890)
  - Jan Szmurło, polski otolaryngolog, filozof medycyny (ur. 1867)
- 1953 – Everett Shinn, amerykański malarz, ilustrator (ur. 1876)
- 1954:
  - Władysław Pluciński, polski pułkownik piechoty (ur. 1879)
  - Henryk Szapiel, polski szachista (ur. 1921)
- 1955 – Mike Nazaruk, amerykański kierowca wyścigowy pochodzenia ukraińskiego (ur. 1921)
- 1956:
  - Iwan Nimczuk, ukraiński dziennikarz, polityk (ur. 1891)
  - LeRoy Samse, amerykański lekkoatleta, tyczkarz (ur. 1883)
- 1958 – Oscar Torp, norweski polityk, premier Norwegii (ur. 1893)
- 1959 – Hellmuth Eisenstuck, niemiecki generał (ur. 1892)
- 1961:
  - Paul Geheeb, niemiecki pedagog (ur. 1870)
  - Józef Zwierzycki, polski geolog, wykładowca akademicki (ur. 1888)
- 1962 – Ilja Akimow, radziecki polityk (ur. 1898)
- 1963 – Stefan Mładenow, bułgarski językoznawca, wykładowca akademicki (ur. 1880)
- 1964:
  - Nikołaj Duchow, radziecki inżynier, konstruktor broni atomowej i ładunków termojądrowych (ur. 1904)
  - Gustav-Adolf von Zangen, niemiecki generał (ur. 1892)
- 1965 – Spike Jones, amerykański muzyk jazzowy (ur. 1911)
- 1966:
  - Jacques Bernusset, belgijski kierowca wyścigowy pochodzenia francuskiego (ur. 1943)
  - Roger Isenegger, szwajcarski strzelec sportowy, piłkarz (ur. 1885)
  - Wilhelm Mommsen, niemiecki historyk, wykładowca akademicki (ur. 1892)
- 1967:
  - Alfred Loth, polski inżynier, działacz sportowy (ur. 1882)
  - Andrzej Wachowiak, polski dziennikarz, marynista (ur. 1892)
- 1970:
  - Deng Shuqun, chiński mykolog, biolog, taksonomista, wykładowca akademicki (ur. 1902)
  - Ralph Hartley, amerykański elektronik, wynalazca (ur. 1888)
- 1971 – Glenda Farrell, amerykańska aktorka (ur. 1904)
- 1972 – Jan Mrozowicki, polski kapitan żeglugi wielkiej, pisarz (ur. 1910)
- 1973 – Asger Jorn, duński malarz, rzeźbiarz (ur. 1914)
- 1975 – Zbigniew Niziński, polski piłkarz, trener i sędzia piłkarski (ur. 1900)
- 1976 – Aleksandros Panagulis, grecki poeta, polityk (ur. 1939)
- 1977:
  - Leslie Allen, amerykański kierowca wyścigowy (ur. 1904)
  - Mwambutsa IV, władca Burundi (ur. 1912)
  - Arne Sørensen, duński piłkarz, trener (ur. 1917)
- 1978:
  - Aram Chaczaturian, ormiański kompozytor, dyrygent, pedagog (ur. 1903)
  - Aleksander Krupkowski, polski metalurg, metaloznawca, wykładowca akademicki (ur. 1894)
  - Boris Władimirow, radziecki generał porucznik (ur. 1905)
- 1979:
  - Bronisław Gimpel, polsko-amerykański skrzypek, pedagog pochodzenia żydowskiego (ur. 1911)
  - Taisto Mäki, fiński lekkoatleta, długodystansowiec (ur. 1910)
  - Tadeusz Ważyński, polski inżynier (ur. 1900)
- 1981:
  - Eugène Auwerkerken, belgijski gimnastyk (ur. 1885)
  - Heinosuke Gosho, japoński reżyser filmowy (ur. 1902)
- 1982:
  - Ruben Awanesow, radziecki językoznawca (ur. 1902)
  - Bronisław Malinowski, polski kapitan pilot, as myśliwski (ur. 1912)
  - William Primrose, szkocki altowiolista (ur. 1904)
  - Gene Sheldon, amerykański aktor (ur. 1908)
  - Walther Wenck, niemiecki generał (ur. 1900)
- 1983:
  - Cecil Cooke, bahamski żeglarz sportowy (ur. 1923)
  - George Hodgson, kanadyjski pływak (ur. 1893)
- 1984:
  - Zygmunt Grabarski, polski szopkarz (ur. 1912)
  - Gordon Jenkins, amerykański kompozytor, dyrygent, autor tekstów, producent muzyczny (ur. 1910)
- 1985 – Binjamin Sason, izraelski polityk (ur. 1903)
- 1988:
  - Tadeusz Bejm, polski polityk, poseł na Sejm PRL, wielokrotny minister (ur. 1929)
  - Stanisław Borysowski, polski malarz, grafik, rysownik (ur. 1906)
  - Erwin Nyc, polski piłkarz (ur. 1914)
  - Mikołaj Olszewski, polski technik włókiennik, polityk, kierownik resortu przemysłu drobnego i rzemiosła (ur. 1910)
  - Paolo Stoppa, włoski aktor (ur. 1906)
- 1989 – Edward Ochab, polski polityk, minister administracji i rolnictwa, I sekretarz KC PZPR, przewodniczący Rady Państwa (ur. 1906)
- 1990 – Sergio Franchi, włoski piosenkarz, aktor (ur. 1926)
- 1991:
  - Charles Sutherland Elton, brytyjski zoolog, ekolog (ur. 1900)
  - Cesare Merzagora, włoski bankowiec, polityk (ur. 1898)
  - Richard Thorpe, amerykański reżyser filmowy (ur. 1896)
- 1993:
  - Pierre Bérégovoy, francuski polityk, premier Francji (ur. 1925)
  - Donald Dupree, amerykański bobsleista (ur. 1919)
  - Ranasinghe Premadasa, lankijski polityk, premier i prezydent Sri Lanki (ur. 1924)
- 1994:
  - Ayrton Senna, brazylijski kierowca wyścigowy (ur. 1960)
  - Arnold Strippel, niemiecki funkcjonariusz i zbrodniarz nazistowski (ur. 1911)
- 1995:
  - Roman Niegosz, polski związkowiec, polityk, poseł na Sejm kontraktowy (ur. 1950)
  - Jerzy Pietrucha, polski ekonomista, wykładowca akademicki, działacz harcerski (ur. 1931)
  - Michaił Zimianin, radziecki polityk (ur. 1914)
- 1996:
  - Herbert Brownell, amerykański adwokat, polityk (ur. 1904)
  - Luana Patten, amerykańska aktorka (ur. 1938)
- 1997:
  - Friedl Däuber, niemiecki narciarz alpejski (ur. 1911)
  - Dobrosław Mater, polski aktor (ur. 1927)
  - Bo Widerberg, szwedzki reżyser filmowy (ur. 1930)
- 1999 – Jack Sepkoski, amerykański geolog, paleontolog (ur. 1948)
- 2000:
  - Gabriel Mérétik, francuski dziennikarz, pisarz pochodzenia polsko-żydowskiego (ur. 1939)
  - Steve Reeves, amerykański aktor, kulturysta (ur. 1926)
- 2001 – Happy Hairston, amerykański koszykarz (ur. 1942)
- 2002 – Atanazy (Kudiuk), rosyjski biskup prawosławny (ur. 1927)
- 2003:
  - Wim van Est, holenderski kolarz torowy i szosowy (ur. 1923)
  - Miss Elizabeth, amerykańska menedżerka wrestlingu (ur. 1960)
  - Andrzej Ziemilski, polski socjolog, pisarz, publicysta, dziennikarz, tłumacz, taternik, instruktor narciarski (ur. 1923)
- 2004:
  - Ryszard Fidelski, polski lekarz wojskowy, pułkownik, hematolog, immunolog, patomorfolog, specjalista medycyny sądowej (ur. 1916)
  - Felix Haug, szwajcarski piosenkarz popowy (ur. 1952)
  - Lojze Kovačič, słoweński pisarz (ur. 1928)
- 2005 – Kenneth Bancroft Clark, amerykański psycholog, działacz społeczny (ur. 1914)
- 2006:
  - Big Hawk, amerykański raper (ur. 1969)
  - Raúl Primatesta, argentyński kardynał (ur. 1919)
- 2007:
  - Andrzej Bulski, polski dziennikarz (ur. 1962)
  - Franciszek Mikrut, polski lekkoatleta, oszczepnik (ur. 1912)
- 2008:
  - Paulo Amaral, brazylijski piłkarz, trener (ur. 1923)
  - Anthony Mamo, maltański polityk, prezydent Malty (ur. 1909)
  - Philipp Freiherr von Boeselager, niemiecki wojskowy, ekonomista (ur. 1917)
- 2009:
  - Delara Darabi, irańska przestępczyni (ur. 1986)
  - Tadeusz Mierzejewski, polski działacz kulturalny (ur. 1925)
- 2010:
  - T.M. Aluko, nigeryjski pisarz (ur. 1918)
  - Zygmunt Kamiński, polski duchowny katolicki, biskup szczecińsko-kamieński (ur. 1933)
  - Helen Wagner, amerykańska aktorka (ur. 1918)
- 2011:
  - Henry Cooper, brytyjski bokser (ur. 1934)
  - Agustín García-Gasco Vicente, hiszpański duchowny katolicki, arcybiskup Walencji, kardynał (ur. 1931)
  - Henryk Ostach, polski duchowny katolicki, teolog, pszczelarz (ur. 1924)
  - Anny Rüegg, szwajcarska narciarka alpejska (ur. 1912)
  - Iwan Sławkow, bułgarski piłkarz wodny, działacz sportowy, polityk (ur. 1940)
- 2012:
  - Viktoras Petkus, litewski dysydent, obrońca praw człowieka (ur. 1928)
  - Ryszard Zapała, polski kolarz szosowy (ur. 1940)
- 2014:
  - Juan de Dios Castillo, meksykański piłkarz, trener (ur. 1951)
  - Asi Dajan, izraelski aktor, reżyser filmowy (ur. 1945)
  - Jerzy Lorens, polski polityk (ur. 1920)
  - Georg Stollenwerk, niemiecki piłkarz, trener (ur. 1930)
  - Włodzimierz Szomański, polski muzyk, kompozytor, lider zespołu Spirituals Singers Band (ur. 1948)
- 2015:
  - Geoff Duke, brytyjski motocyklista wyścigowy (ur. 1923)
  - Tadeusz Ślipko, polski duchowny katolicki, filozof, etyk (ur. 1918)
  - Grace Lee Whitney, amerykańska aktorka (ur. 1930)
  - Beth Whittall, kanadyjska pływaczka (ur. 1936)
- 2016 – Salomea Kapuścińska, polska poetka, autorka słuchowisk i tekstów piosenek (ur. 1940)
- 2017:
  - Anatolij Aleksin, rosyjski prozaik, poeta (ur. 1924)
  - Tomasz Burek, polski krytyk i historyk literatury, eseista (ur. 1938)
  - Pierre Gaspard-Huit, francuski scenarzysta i reżyser filmowy (ur. 1917)
  - Mike Lowry, amerykański polityk (ur. 1939)
  - Jurij Łobanow, rosyjski kajakarz, kanadyjkarz (ur. 1952)
- 2018:
  - Elmar Altvater, niemiecki politolog (ur. 1938)
  - Tadeusz Czichon, polski przedsiębiorca (ur. 1959)
  - Jan Malinowski, polski żużlowiec, trener (ur. 1931)
  - Jerzy Szczerbań, polski chirurg (ur. 1930)
  - Wanda Wiłkomirska, polska skrzypaczka, pedagog (ur. 1929)
- 2019:
  - Dinko Dermendżiew, bułgarski piłkarz, trener (ur. 1941)
  - Aleksander Franta, polski architekt (ur. 1925)
  - Izabela Skrybant-Dziewiątkowska, polska wokalistka, członkini zespołu Tercet Egzotyczny (ur. 1938)
- 2020:
  - Mathew Anikuzhikattil, indyjski duchowny syromalabarski, biskup Idukki (ur. 1942)
  - Lidia Bienias, polska aktorka (ur. 1931)
  - Edward Brzostowski, polski polityk, poseł na Sejm RP, działacz sportowy, prezes PZPN (ur. 1935)
  - Chung Hae-won, południowokoreański piłkarz, trener (ur. 1959)
  - Augustine Mahiga, tanzański dyplomata, polityk, minister sprawiedliwości i spraw konstytucyjnych (ur. 1945)
  - Antonina Ryżowa, rosyjska siatkarka (ur. 1934)
  - Tun Tin, birmański wojskowy, polityk, premier Birmy (ur. 1920)
  - Jeorjos Zaimis, grecki żeglarz sportowy (ur. 1937)
- 2021:
  - Geraldo Dantas de Andrade, brazylijski duchowny katolicki, biskup pomocniczy São Luís do Maranhão (ur. 1931)
  - Olympia Dukakis, amerykańska aktorka (ur. 1931)
  - José Daniel Falla Robles, kolumbijski duchowny katolicki, biskup Soacha (ur. 1956)
  - Nancy McCredie, kanadyjska lekkoatletka, kulomiotka i dyskobolka (ur. 1945)
  - Andrzej Możejko, polski piłkarz (ur. 1949)
  - Andrzej Osęka, polski dziennikarz, publicysta, historyk i krytyk sztuki (ur. 1932)
  - Rafael Roncagliolo, peruwiański socjolog, dyplomata, polityk, minister spraw zagranicznych (ur. 1944)
- 2022:
  - Ilan Gilon, izraelski polityk (ur. 1956)
  - Elżbieta Laskowska, polska filolog, wykładowczyni akademicka (ur. 1946)
  - Ivica Osim, bośniacki piłkarz, trener (ur. 1941)
  - Régine Zylberberg, francuska aktorka, piosenkarka (ur. 1929)
- 2023:
  - Per Åhlin, szwedzki rysownik, reżyser filmów animowanych (ur. 1931)
  - Józef Baniak, polski teolog, socjolog, wykładowca akademicki (ur. 1948)
  - Calvin Davis, amerykański lekkoatleta, sprinter i płotkarz (ur. 1972)
  - Zbigniew Jakubek, polski pianista, kompozytor, aranżer (ur. 1962)
- 2024:
  - Terry Medwin, walijski piłkarz (ur. 1932)
  - Juzefs Petkēvičs, łotewski szachista (ur. 1940)
  - Richard Tandy, brytyjski keyboardzista, gitarzysta, wokalista, członek zespołu Electric Light Orchestra (ur. 1948)
- 2025:
  - Nana Caymmi, brazylijska piosenkarka (ur. 1941)
  - Manolo, hiszpański kibic piłkarski (ur. 1949)
  - Marlena Milwiw, polska aktorka (ur. 1931)
  - Andrejs Prohorenkovs, łotewski piłkarz (ur. 1977)
  - Jill Sobule, amerykańska piosenkarka, autorka tekstów (ur. 1959)